# Gateway Arch
Gateway Arch („Arcul Porții“), Gateway to the West („Poarta Vestului”) sau St. Louis Arch („Arcul St. Louis”) este un monument de 192m înălțime, situat în centrul orașului Saint Louis, Missouri, Statele Unite ale Americii. Placat cu oțel inoxidabil și construit sub forma unui arc catenar ponderat, este cel mai înalt arc din lume și cea mai înaltă structură accesibilă din Missouri. Unele surse îl consideră cel mai înalt monument construit de om din emisfera vestică. Construit ca un monument al expansiunii spre vest a Statelor Unite și dedicat oficial „poporului american”, Arcul, denumit în mod obișnuit „The Gateway to the West” („Poarta Vestului”), este un monument istoric național în Parcul Național „Gateway Arch” și a devenit o destinație turistică populară, precum și un simbol recunoscut la nivel internațional al orașului St. Louis.
Arcul a fost proiectat de arhitectul finlandezo-american Eero Saarinen în anul 1947, construcția a început la 12 februarie 1963 și a fost finalizată la 28 octombrie 1965, la un cost total de 13 milioane de dolari (echivalentul a 95,9 milioane de dolari în 2023). Monumentul a fost deschis publicului la 10 iunie 1967. Este situat pe locul fondării orașului St. Louis în 1764, pe malul vestic al râului Mississippi.

## Contextul istoric

### Inițierea și finanțarea (1933-1935)
Spre sfârșitul anului 1933, liderul civic Luther Ely Smith, întorcându-se în St. Louis de la Parcul Național Istoric „George Rogers Clark din Vincennes, Indiana, a văzut zona riverană din St. Louis și și-a imaginat construirea unui memorial acolo, ceea ce ar fi revigorat zona riverană și ar fi stimulat economia. El i-a comunicat ideea sa primarului Bernard Dickmann, care, pe 15 decembrie 1933, a ridicat-o într-o întâlnire cu liderii orașului. Aceștia au aprobat propunerea și a fost înființată asociația non-profit „Jefferson National Expansion Memorial Association” (JNEMA - pronunțat „Jenny May”). Smith a fost numit președinte, iar Dickmann vicepreședinte. Scopul asociației a fost acela de a crea:
Un memorial public permanent dedicat tuturor celor care au făcut posibilă expansiunea teritorială spre vest a Statelor Unite, în special președintele Jefferson, consilierii săi Livingston și Monroe, marii exploratori Lewis și Clark și vânătorii, oamenii de frontieră și pionierii care au contribuit la expansiunea teritorială și la dezvoltarea Statelor Unite și, astfel, să aducă în fața publicului acestei generații și a generațiilor viitoare istoria dezvoltării țării și să-i familiarizeze cu realizările patriotice ale acestor mari constructori ai țării.
Mulți localnici nu au fost însă de acord cu folosirea fondurilor publice pentru această cauză. Fiica lui Smith, SaLees, a povestit că atunci când „oamenii îi spuneau că avem nevoie de lucruri mai practice”, el răspundea că „lucrurile spirituale” erau la fel de importante.
Asociația se aștepta să fie nevoie de 30 de milioane de dolari pentru a întreprinde construcția unui astfel de monument (echivalent cu aproximativ 561 de milioane de dolari în 2023). Aceasta a solicitat guvernului federal să achite trei sferturi din factură (22,5 milioane de dolari).

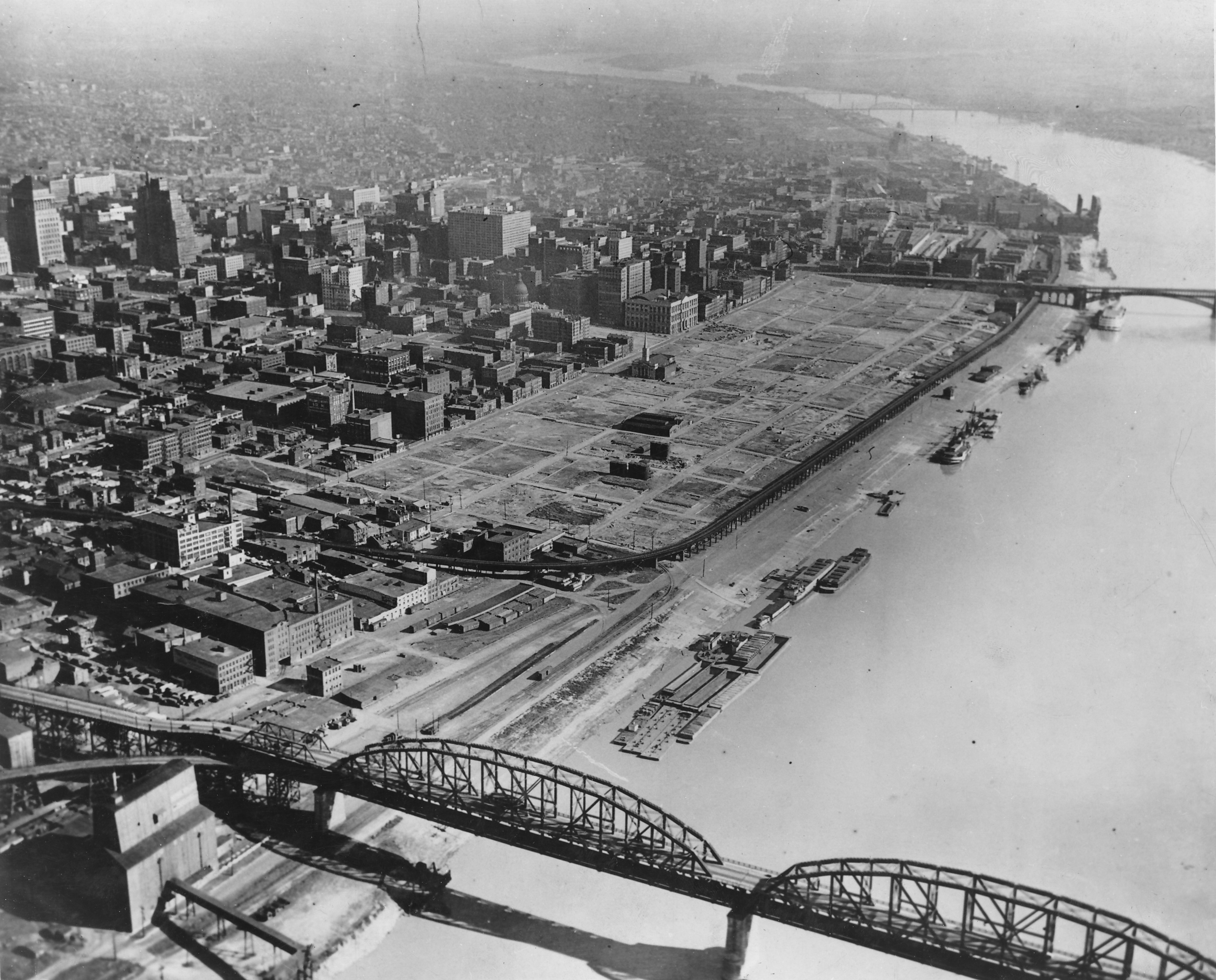
Malul râului St. Louis după demolare

Sugestia de a reînnoi malul râului nu a fost originală, deoarece au existat proiecte anterioare, dar care nu au avut popularitate. Ideea memorialului Jefferson a apărut pe fondul dezastrului economic al Marii crize economice și care promitea noi locuri de muncă. Proiectul trebuia să creeze 5.000 de locuri de muncă timp de trei până la patru ani. Membrii comitetului au început să sensibilizeze publicul prin organizarea colectării de fonduri și scrierea de pamflete. De asemenea, au implicat Congresul prin planificarea bugetelor și pregătirea proiectelor de lege, în plus față de cercetarea proprietății terenului pe care îl aleseseră, „cu o lungime de aproximativ o jumătate de milă... de la Third Street spre est până la actuala cale ferată ridicată”. În ianuarie 1934, senatorul Bennett Champ Clark și reprezentantul John Cochran au prezentat Congresului un proiect de lege privind alocarea a 30 de milioane de dolari pentru memorial, dar proiectul de lege nu a reușit să obțină sprijin din cauza sumei mari de bani solicitate. În luna martie a aceluiași an, rezoluțiile comune au propus înființarea unei comisii federale pentru dezvoltarea memorialului. Deși propunerea viza doar autorizarea, proiectul de lege a întâmpinat opoziție deoarece oamenii suspectau că JNEMA va solicita ulterior alocarea de fonduri. La 28 martie, proiectul de lege al Senatului a fost respins, iar la 5 aprilie a fost predat Comisiei pentru Bibliotecă a Camerei Reprezentanților, care a prezentat ulterior un raport favorabil asupra proiectelor de lege. La 8 iunie, atât legea Senatului, cât și cea a Camerei au fost adoptate. La 15 iunie, președintele Franklin D. Roosevelt a promulgat legea, instituind „Comisia memorială pentru expansiunea teritorială a Statelor Unite”. Comisia cuprindea 15 membri, aleși de Roosevelt, Cameră, Senat și JNEMA. Comisia s-a reunit pentru prima dată la 19 decembrie în St. Louis, unde membrii au examinat proiectul și locația planificată.
Între timp, în decembrie, JNEMA a discutat despre organizarea unui concurs de arhitectură pentru a determina designul monumentului. Arhitectul local Louis LaBeaume a elaborat liniile directoare ale concursului până în ianuarie 1935. La 13 aprilie 1935, comisia a certificat propunerile de proiect ale JNEMA, inclusiv perimetrele monumentului, „semnificația istorică” a monumentului, concursul și bugetul de 30 de milioane de dolari. Între februarie și aprilie, legislatura statului Missouri a adoptat o lege care permitea utilizarea de obligațiuni pentru facilitarea proiectului. La 15 aprilie, guvernatorul de atunci Guy B. Park a semnat legea. Dickmann și Smith au solicitat finanțare de la două agenții New Deal - Public Works Administration (condusă de Harold Ickes) și Works Progress Administration (condusă de Harry Hopkins). La 7 august, atât Ickes, cât și Hopkins au aprobat cererile de finanțare, fiecare promițând 10 milioane de dolari, și au declarat că en:National Park Service (NPS) va gestiona memorialul. La 10 septembrie au avut loc alegeri locale pentru emiterea de obligațiuni în valoare de 7,5 milioane de dolari (aproximativ 140 milioane de dolari în 2023) pentru dezvoltarea memorialului, care au fost aprobate.
La 21 decembrie, președintele Roosevelt a semnat ordinul executiv 7253 prin care a aprobat monumentul, alocând zona de 82 de acri ca primul sit istoric național. Ordinul a alocat, de asemenea, 3,3 milioane de dolari prin WPA și 3,45 milioane de dolari prin PWA (6,75 milioane de dolari în total). Motivația proiectului a fost dublă - comemorarea expansiunii spre vest și crearea de locuri de muncă. Unii contribuabili au început să intenteze procese pentru a bloca construcția monumentului, pe care l-au numit un „boondoggle” (o mare lucrare inutilă).

### Planificarea inițială (1936-1939)
Folosind subvenția din 1935 de 6,75 milioane de dolari și 2,25 milioane de dolari în obligațiuni ale orașului, NPS a achiziționat clădirile istorice din situl istoric - prin expropriere mai degrabă decât prin cumpărare - și le-a demolat. Până în septembrie 1938, exproprierea a fost finalizată. Aceasta a făcut obiectul mai multor litigii juridice care au culminat la 27 ianuarie 1939, când Curtea de Apel a Statelor Unite a decis că exproprierea a fost valabilă. O sumă totală de 6,2 milioane de dolari a fost distribuită proprietarilor de terenuri pe 14 iunie. Demolarea a început pe 9 octombrie 1939, când Dickmann a înlăturat primele trei cărămizi dintr-un depozit vacant.
Conduși de Paul Peters, adversarii memorialului au trimis Congresului un pliant intitulat „Necesitate publică sau pur și simplu o porcărie”. Avocatul JNEMA, Bon Geaslin, a considerat că pliantele nu au pătat proiectul, ci i-au motivat pe membrii Congresului să afle mai multe despre acesta. Deși reprezentantul John Cochran dorea să ceară Congresului să aprobe mai multe fonduri, Geaslin a considerat că asociația ar trebui „să păstreze un profil scăzut, menținându-și poziția actuală în timpul acestei sesiuni a Congresului”. El a sfătuit asociația să „publice un editorial puternic într-unul dintre ziare, în care să se menționeze că un grup restrâns de chiriași... solicită fonduri [pentru a se împotrivi] îmbunătățirii propuse și să se precizeze că aceste eforturi nu reprezintă consensul de opinie din St Louis... și subliniind că astfel de obstrucții ar trebui condamnate".
Reducerea cheltuielilor de către Congres a făcut imposibilă obținerea fondurilor alocate. NPS a răspuns că orașul își va reduce contribuția dacă guvernul federal va face acest lucru. Acesta a afirmat, de asemenea, că fondurile au fost aprobate printr-un ordin executiv, dar superintendentul John Nagle a subliniat că ceea ce „un ordin executiv face, altul poate anula”. În martie 1936, reprezentantul Cochran a comentat în timpul unei reuniuni a Camerei că „nu va vota nici o măsură care să prevadă construirea memorialului sau alocarea de fonduri pentru acesta”. Geaslin a considerat că declarațiile lui Cochran reprezentau un obstacol mai mare pentru proiect decât opoziția lui Paul Peters, deoarece Congresul ar fi putut considera opiniile lui Cochran drept reprezentative pentru opinia publică.
Peters și alți opozanți i-au cerut lui Roosevelt să anuleze ordinul executiv 7253 și să redirecționeze banii către Crucea Roșie Americană. Smith le-a contestat motivele, acuzându-i că „se opun oricărui lucru care este avansat vreodată în numele orașului.” În februarie 1936, un editorial scris de Paul W. Ward în The Nation a denunțat proiectul. Smith a fost înfuriat, temându-se de impactul atacurilor venite din partea unei reviste prestigioase, și a vrut „să sară puternic pe el cu ciocanul și cleștele”. William Allen White, un renumit editor de ziare, l-a sfătuit pe Smith să nu se agite.
Deoarece fluviul Mississippi a jucat un rol esențial în stabilirea identității orașului St. Louis ca poartă către vest, s-a considerat că un monument comemorativ ar trebui să fie amplasat în apropierea râului. Șinele de cale ferată care fuseseră construite în anii 1930 pe dig obstrucționau priveliștea malului râului de la locul de amplasare a monumentului. Când Ickes a declarat că linia de cale ferată trebuie să fie îndepărtată înainte de a aloca fonduri pentru monument, președintele consiliului St. Louis de servicii publice, Baxter Brown, a sugerat că „un nou tunel pentru a ascunde șinele relocate și reamenajarea terenului pentru a-l ridica deasupra tunelului. Aceste modificări ar elimina șinele ridicate și de suprafață și ar deschide priveliștea spre râu." Deși respinsă de arhitectul NPS Charles Peterson, propunerea lui Brown a stat la baza soluției finale.
Până în mai 1942, demolarea a fost finalizată. Vechea Catedrală și vechea „Rock House“, datorită semnificației lor istorice, au fost singurele clădiri păstrate în cadrul sitului istoric. Vechea „Rock House“ a fost demolată ulterior în 1959 cu intenția de a fi reasamblată într-o nouă locație, dar bucăți din clădire au dispărut. O parte a casei a fost reconstruită în subsolul Tribunalului Vechi.

### Concursul de proiecte (1945-1948)
Monumentul de oțel pe care îl vedem astăzi - oțel carbon la interior, oțel inoxidabil la exterior și umplutură de beton, cu o secțiune în formă de triunghi echilateral care se micșorează de la 54 la 17 picioare în partea de sus și conceptul învelitorii care este și structură - este în esență proiectul de concurs [al lui Saarinen].
În noiembrie 1944, Smith a discutat cu Newton Drury, directorul National Park Service (NPS), despre proiectul monumentului, afirmând că acesta ar trebui să fie „transcendent din punct de vedere al valorilor spirituale și estetice”, cel mai bine reprezentat de „o caracteristică centrală: un singur arbore, o clădire, un arc sau altceva care ar simboliza cultura și civilizația americană”.
La reuniunea inaugurală a JNEMA, a fost aprobată ideea inițierii unui concurs de arhitectură pentru a determina proiectul monumentului. În ianuarie 1945, JNEMA a anunțat oficial un concurs de proiecte în două etape a cărui organizare ar fi costat 225 000 de dolari. Smith și JNEMA s-au străduit să strângă fondurile, adunând doar o treime din suma necesară până în iunie 1945. Primarul de atunci, Aloys Kaufmann, se temea că lipsa sprijinului public îi va determina pe oficiali să își piardă speranța în proiect. După trecerea unui an fără prea mult succes, Smith a subscris cu frenezie restul de 40 000 de dolari în mai 1946. Până în iunie, Smith a găsit alte persoane care să preia părți din subscrierea sa, rămânând 17.000 de dolari sub sponsorizarea sa. În februarie 1947, contribuitorii au fost despăgubiți, iar fondul a ajuns la peste 231 199 de dolari.
Arhitectul local Louis LaBeaume a pregătit un set de specificații pentru proiect, iar arhitectul George Howe a fost ales pentru a coordona concursul. La 30 mai 1947, concursul a fost deschis oficial. Juriul format din șapte membri care urma să evalueze proiectele era format din Charles Nagel Jr., Richard Neutra, Roland Wank, William Wurster, LaBeaume, Fiske Kimball și S. Herbert Hare.  Concursul a cuprins două etape - prima pentru a reduce numărul proiectanților la cinci, iar a doua pentru a desemna un arhitect și proiectul său. Proiectul urma să includă:
(a) un memorial sau memoriale arhitecturale pentru Jefferson; tratarea (b) cu conservarea sitului Old St. Louis - amenajarea teritoriului, amenajarea unui teatru în aer liber cu foc de tabără, reconstrucția sau reproducerea câtorva clădiri vechi tipice, amenajarea unui muzeu care să interpreteze mișcarea spre vest; (c) un memorial viu al „viziunii lui Jefferson de a oferi mai multe oportunități oamenilor de toate rasele și credințele”; (d) facilități de recreere, pe ambele maluri ale râului; și (e) facilități de parcare, acces, relocarea căilor ferate, amplasarea unei autostrăzi interstatale.

Saarinen lucrând cu un model al arcului în 1957

Din echipa lui Saarinen au făcut parte el însuși ca proiectant, J. Henderson Barr ca proiectant asociat și Dan Kiley ca arhitect peisagist, precum și Lily Swann Saarinen ca sculptor și Alexander Girard ca pictor. În prima etapă a concursului, Carl Milles l-a sfătuit pe Saarinen să schimbe bazele fiecărui picior în triunghiuri în loc de pătrate. Saarinen a declarat că „a lucrat la început cu forme matematice, dar în cele din urmă le-a ajustat în funcție de ochi”. La depunere, planurile lui Saarinen prevedeau ca arcul să aibă 173 m înălțime și 180 m lățime de la centrul arcului la centrul bazelor triunghiurilor.
La 1 septembrie 1947, juriul a primit propunerile pentru prima etapă. Propunerile au fost etichetate doar prin numere, iar numele designerilor au fost păstrate anonime. După patru zile de deliberări, juriul a restrâns cele 172 de propuneri, printre care se număra și cea a tatălui lui Saarinen, Eliel, la cinci finaliști și a anunțat mass-media numerele corespunzătoare pe 27 septembrie. Proiectul lui Eero Saarinen (#144) s-a numărat printre finaliști, iar printre comentariile scrise despre acesta s-au numărat „relevant, frumos, poate inspirat ar fi cuvântul potrivit” (Roland Wank) și „o formă abstractă deosebit de fericită în simbolismul său” (Charles Nagel). Hare a pus sub semnul întrebării fezabilitatea designului, dar a apreciat gândirea din spatele acestuia. Arhitectul local din St. Louis, Harris Armstrong, a fost, de asemenea, unul dintre finaliști. Secretara care a trimis telegramele de informare a finaliștilor cu privire la promovarea lor a trimis din greșeală una lui Eliel și nu lui Eero. Familia a sărbătorit cu șampanie, iar două ore mai târziu, un reprezentant al concursului a sunat pentru a corecta greșeala. Eliel „a scos o a doua sticlă de șampanie” pentru a ține un toast pentru fiul său." Ei au trecut în etapa a doua, iar fiecare a primit un premiu de 10.069 de dolari (aproximativ 107.900 de dolari în 2023). Saarinen a modificat înălțimea arcului de la 173 m la 190 m și a scris că arcul simboliza „poarta de intrare în Vest, expansiunea națională și nu numai.” El dorea ca peisajul din jurul arcului „să fie atât de dens acoperit cu copaci încât să fie un parc asemănător unei păduri, o retragere verde din tensiunea orașului din centrul orașului”, potrivit criticului de arhitectură Aline Bernstein Louchheim de la The New York Times. Termenul limită pentru cea de-a doua etapă a sosit pe 10 februarie 1948, iar pe 18 februarie, juriul a ales în unanimitate proiectul lui Saarinen, lăudându-i „expresia profund evocatoare și cu adevărat monumentală”. A doua zi, în timpul unui dineu oficial la Hotelul Statler la care au participat finaliștii și presa, Wurster l-a declarat pe Saarinen câștigătorul concursului și a acordat cecurile - 40.000 de dolari echipei sale și 50.000 de dolari lui Saarinen. Concursul a fost primul proiect arhitectural major pe care Eero Saarinen l-a dezvoltat fără ajutorul tatălui său.
Pe 25 mai, „Comisia Memorială pentru Extinderea Teritorială a Statelor Unite” a aprobat proiectul. Ulterior, în iunie, NPS a aprobat propunerea. Reprezentantul H. R. Gross, însă, s-a opus alocării de fonduri federale pentru dezvoltarea arcului.
Designul a atras răspunsuri diferite. Într-un articol din The New York Times din 29 februarie 1948, Louchheim a lăudat designul arcului drept „un monument modern, potrivit, frumos și impresionant.”  Unii locuitori l-au comparat cu „un ac de păr superb și un stâlp de prindere din oțel inoxidabil”. Cea mai agresivă critică a apărut din partea lui Gilmore D. Clarke, a cărui scrisoare din 26 februarie 1948, a comparat arcul lui Saarinen cu un arc imaginat de fascistul Benito Mussolini, făcând arcul un simbol fascist. Această acuzație de plagiat a aprins dezbateri aprinse în rândul arhitecților cu privire la valabilitatea sa. Douglas Haskell din New York a scris că „Folosirea unei forme obișnuite nu este plagiat... [A]asta acuzație particulară echivalează cu cea mai murdară defăimare care a fost încercată de un bărbat cu o poziție deosebită în profesia de arhitect din generația noastră.” Wurster și juriul au respins acuzațiile, argumentând că „forma de arc nu era fascistă în mod inerent, ci făcea parte din întreaga istorie a arhitecturii. Saarinen a considerat opoziția absurdă, afirmând: „Este pur și simplu absurd să crezi că o formă geometrică, bazată pe o figură complet naturală, ar trebui să aibă vreo legătură ideologică.”
Până în ianuarie 1951, Saarinen a creat 21 de „desene, inclusiv profile ale Arcului, desene la scară ale muzeelor și restaurantelor, diverse propuneri de parcări, efectul planului de cale ferată cu tunel asupra fundațiilor Arcului, fundațiile Arcului, „Third Street Expressway” și structura interioară și exterioară a Arcului”. Fred Severud a făcut calcule pentru structura arcului.

### Acordul privind calea ferată (1949–1958)
Au fost oferite mai multe propuneri pentru mutarea șinelor de cale ferată, printre care:
- Bates-Ross. Șinele ar traversa locul memorial în diagonală într-un tunel.
- Bowen. Similar cu propunerea Bates-Ross.
- Hill-Tunnel. Susținută de Saarinen și de inginerul Julian Spotts de la NPS, aceasta prevedea ca șinele să treacă printr-un tunel sub străzile Second și First. Saarinen a mai spus că, dacă șinele ar trece între memorial și râu, își va retrage participarea.
- LaBeaume-Terminal. Opusă de Saarinen și NPS, aceasta ar așeza „trei șine pe o umplutură de-a lungul liniilor de cale ferată supraînălțate”.
- Levee-Tunel. Propus de Frank J. McDevitt, președintele Consiliului de Administrație Publică din St. Louis, ar urma să coboare șinele într-un tunel ascuns de ziduri și amenajări.

Pe 7 iulie 1949, în biroul primarului Joseph Darst, oficialii orașului au ales planul Levee-Tunel, stârnind revolta membrilor JNEMA, care au susținut că decizia a fost luată de urgență atunci când Smith era plecat în vacanță. Darst l-a anunțat pe secretarul de interne Julius Krug cu privire la selecția orașului. Krug plănuia să se întâlnească cu Smith și JNEMA, dar a anulat întâlnirea și și-a dat demisia pe 11 noiembrie. Succesorul său, Oscar L. Chapman, a reprogramat întâlnirea pentru 5 decembrie la Washington cu delegați ai guvernului orașului, JNEMA, oficiali ai căilor ferate și guvernul federal. La o zi după conferință, ei au ratificat un memorandum de înțelegere despre plan: „Cele cinci șine de pe dig vor fi înlocuite cu trei șine, una deținută de Missouri Pacific Railroad (MPR) și două de către Terminal Railroad Association of St. Louis (TRRA), trecând printr-un tunel de cel mult 915m. De asemenea, ar avea o înălțime liberă deasupra de 5,5 m, mai mică decât cerința obișnuită de 6,7 m. Chapman a aprobat documentul pe 22 decembrie 1949, iar JNEMA a obținut aprobarea Comisiei pentru Serviciul Public din Missouri pe 7 august 1952.
Eforturile de alocare a fondurilor Congresului au început în ianuarie 1950, dar au fost amânate până în 1953 din cauza epuizării fondurilor federale de către Războiul din Coreea.
În august 1953, Secretarul de Interne Fred A. Seaton a declarat că Departamentul de Interne și căile ferate ar trebui să finalizeze acordul privind noul traseu. În octombrie, NPS și TRRA au decis ca TRRA să angajeze un topograf aprobat de Spotts „pentru a studia, proiecta, estima și raporta” cheltuielile legate de mutarea șinelor. Aceștia l-au ales pe Alfred Benesch and Associates, care și-a publicat raportul final la 3 mai 1957. Firma a estimat că cele două propuneri vor costa mai mult decât se preconiza: peste 11 milioane de dolari și, respectiv, 14 milioane de dolari. Directorul NPS, Conrad Wirth, i-a cerut lui Saarinen să facă mici modificări la proiect. În octombrie, Saarinen a refăcut planurile, sugerând:
[amplasarea] celor cinci seturi de șine de cale ferată într-un tunel scurtat la 30 de metri vest de pasarelă, șinele fiind coborâte cu 16 metri. Totuși, acest lucru nu însemna că memorialul va fi izolat de râu, deoarece Saarinen a prevăzut un tunel lung de 290 m care să fie plasat peste calea ferată, unde o „scară mare” se ridica de la dig la arc. La capetele de nord și de sud ale parcului, tuneluri de 45 de metri treceau peste calea ferată și duceau la muzeu, restaurant și scări până la dig. Saarinen a proiectat un centru subteran pentru vizitatori pe lungimea distanței dintre picioarele arcului, care să includă două teatre și o intrare prin rampe înclinate spre interior.
La 29 noiembrie, părțile implicate au semnat un alt memorandum de înțelegere care aproba modificarea lui Saarinen; punerea în aplicare a acesteia ar costa aproximativ 5,053 milioane de dolari. La 10 martie 1959, primarul Raymond Tucker a propus să se renunțe la „ideea de tunel în favoarea unor deschideri acoperite cu plăci de beton”, care ar costa 2,684 milioane de dolari, cu 1,5 milioane de dolari mai puțin decât costul planului aprobat. La 12 mai 1958, Tucker, președintele TRRA, Armstrong Chinn, și președintele Missouri Pacific Railroad, Russell Dearmont, au încheiat un acord scris: „TRRA va pune 500 000 de dolari în garanție pentru proiect, iar orașul va vinde 980 000 de dolari din obligațiunile din 1935 pentru a egala contribuția federală”. Directorul Wirth și secretarul Seaton au aprobat planul pe 2 iunie.
În iulie 1953, reprezentanta Leonor Sullivan a introdus H.R. 6549, un proiect de lege care autoriza alocarea a cel mult 5 milioane de dolari pentru construirea arcului. După multe negocieri, ambele camere ale Congresului au aprobat proiectul de lege în mai 1954, iar la 18 mai 1954, președintele Dwight D. Eisenhower a semnat Legea publică 361. Congresul nu și-a putut permite să aloce fondurile în 1955, astfel încât președintele asociației, William Crowdus, a recurs la solicitarea a 10 milioane de dolari de la Fundațiile Rockefeller și Ford. Fundațiile au respins cererea deoarece funcția lor de fundații private nu includea finanțarea monumentelor naționale. În 1956, Congresul a alocat 2,64 milioane de dolari care urmau să fie utilizați pentru mutarea șinelor de cale ferată. Restul creditului autorizat a fost solicitat prin intermediul a șase proiecte de lege ale Congresului, introduse la 1 iulie 1958, care au revizuit Legea publică 361 pentru a include costul întregului memorial, crescând fondurile federale cu 12,25 milioane de dolari. O lună mai târziu, Departamentul de Interne și Biroul de Buget au aprobat proiectul de lege, iar ambele camere ale Congresului l-au adoptat în unanimitate. Eisenhower a semnat legea pe 7 septembrie. NPS a amânat alocarea fondurilor suplimentare, deoarece intenționa să utilizeze fondurile deja alocate pentru a iniția lucrările la calea ferată.

### Pregătiri finale (1959-1968)
Saarinen și funcționarii primăriei au colaborat la zonarea clădirilor din apropierea arcului. În aprilie 1959, dezvoltatorul imobiliar Lewis Kitchen a decis să construiască două clădiri cu 40 de niveluri vizavi de arc. În iulie, după ce planul a fost dezaprobat pentru posibila obstrucționare a arcului, Kitchen a discutat problema cu oficialii. O decizie a fost amânată câteva luni, deoarece Saarinen nu stabilise încă înălțimea arcului, proiectată între 180 și 190 m. În octombrie, primarul Tucker și directorul Wirth au hotărât să limiteze înălțimea clădirilor din fața arcului la 84 m (aproximativ 27 de etaje), iar municipalitatea a declarat că planurile pentru clădirile din fața arcului vor necesita aprobarea sa. Kitchen a redus apoi înălțimea clădirilor sale, în timp ce Saarinen a crescut-o pe cea a arcului.
Mutarea șinelor de cale ferată a fost prima etapă a proiectului. La 6 mai 1959, după o conferință oficială, Comisia pentru servicii publice a solicitat ca ventilația să însoțească construcția tunelului, ceea ce presupunea „plasarea a 95 de metri de șine duble într-un tunel la 32 de metri la vest de calea ferată supraînălțată, împreună cu lucrări de umplere, nivelare și trepte”. Opt oferte pentru lucrări au fost examinate pe 8 iunie în vechiul tribunal, iar MacDonald Construction Co. din St. Louis a câștigat cu o ofertă de 2 426 115 $, mai mică decât costul estimat de NPS. La 23 iunie 1959, la ora 10:30 a.m., a avut loc ceremonia de începere a lucrărilor, când Tucker a săpat prima porțiune de pământ, iar Wirth și Dickmann au ținut discursuri.
NPS a achiziționat cei 500.000 de dolari în garanție și i-a transferat lui MacDonald pentru a începe construcția noilor șine. În august, demolarea vechii „Rock House” a fost finalizată, iar muncitorii au început să excaveze tunelul. În noiembrie, au început să modeleze pereții tunelului cu beton. Douăzeci și nouă la sută din construcție a fost finalizată până în martie și 95% până în noiembrie. Pe 17 noiembrie, trenurile au început să folosească noile șine. Iunie 1962 a fost data proiectată a finalizării.
La 16 mai 1959, subcomisia de credite a Senatului a primit din partea legislatorilor din St. Louis o cerere de 2,4911 milioane de dolari, din care a acordat doar 133.000 de dolari. Wirth le-a recomandat să solicite din nou fondurile în ianuarie 1960.
La 10 martie 1959, directorul regional Howard Baker a primit 888.000 de dolari ca primă subvenție a orașului pentru proiect. La 1 decembrie 1961, fusese autorizată suma totală de 23.003.150 de dolari, din care 19.657.483 de dolari fuseseră deja alocați; 3.345.667 de dolari nu fuseseră încă alocați.

## Construcția
Data licitației, stabilită inițial pe 20 decembrie 1961, a fost amânată pentru 22 ianuarie 1962, pentru a clarifica detaliile construcției arcului. Aproximativ 50 de companii care au solicitat cerințele de construcție au primit invitații la licitație. Extinzându-se de la 11.923.163 $ la 12.765.078 $, toate cele patru oferte depășeau estimarea inginerului de 8.067.000 $. Wirth a cerut unui comitet condus de George Hartzog să stabilească validitatea ofertelor în lumina condițiilor impuse de guvern. În urma unei întâlniri cu ofertanții, comisia a confirmat caracterul rezonabil al ofertelor, iar Wirth a atribuit ofertantului cu oferta cea mai scăzută, MacDonald Construction Co. din St. Louis, contractul pentru construcția arcului și a centrului pentru vizitatori. La 14 martie 1962, el a semnat contractul și a primit de la Tucker 2,5 milioane de dolari, subvenția orașului pentru această etapă. MacDonald și-a redus oferta cu 500.000 de dolari la 11.442.418$. Pittsburgh-Des Moines Steel Company a servit drept subcontractant pentru învelișul arcului.
În 1959 și 1960, terenul a fost săpat, iar în 1961 a fost pusă fundația structurii. Construcția arcului propriu-zis a început la 12 februarie 1963, când primul triunghi de oțel de pe piciorul sudic a fost așezat în poziție. Aceste triunghiuri de oțel, care se îngustează pe măsură ce urcă spre vârf, au fost ridicate în poziție de un grup de macarale și bigi. Arcul a fost asamblat din 142 secțiuni prefabricate din oțel inoxidabil lungi de 3,7 m. Odată așezată, fiecare secțiune a fost umplută cu beton cu pereți dubli, precomprimat cu 252 de bare de tensiune. Pentru a menține stabile picioarele parțial finalizate, între ele a fost amplasată o grindă în foarfecă la 160 m, care a fost îndepărtată ulterior când au fost coborâte macaralele. Întregul proiect trebuia să fie finalizat până în toamna anului 1964, cu ocazia bicentenarului St. Louis.
Întregul proiect trebuia să fie finalizat până în toamna anului 1964, cu ocazia bicentenarului St. Louis.
Antreprenorul MacDonald Construction Co. a amenajat un turn de 9,1 m pentru spectatori și a furnizat relatări înregistrate ale acțiunilor sale. În 1963, un milion de oameni au mers să observe progresul construcției, iar în 1964, posturile de radio locale au început să transmită detalii când plăcile mari de oțel urmau să fie ridicate la locul lor. Fotograful Art Witman de la St. Louis Post-Dispatch a documentat construcția pentru suplimentul de duminică al ziarului Pictures, cea mai lungă și mai remarcată misiune a sa. El a vizitat șantierul frecvent din 1963 până în 1967, înregistrând fiecare etapă a progresului. Împreună cu asistentul Renyold Ferguson, s-a târât de-a lungul pasarelelor alături de muncitorii din construcții, până la 190 m deasupra solului. A fost singurul fotograf de știri cu misiune permanentă pe șantier, având acces complet. El a lucrat în principal cu diapozitive, dar a folosit și singura cameră Panox din St. Louis pentru a crea fotografii panoramice care acopereau 140 de grade. Fotografiile lui Witman de la construcție se află acum la „State Historical Society of Missouri”.
Managerul de proiect al MacDonald Construction Co., Stan Wolf, a spus că o clădire cu 62 de etaje era mai ușor de construit decât arcul: „Într-o clădire, totul este drept sus, un lucru peste altul. În acest arc, totul este curbat.”

### Întârzieri și procese

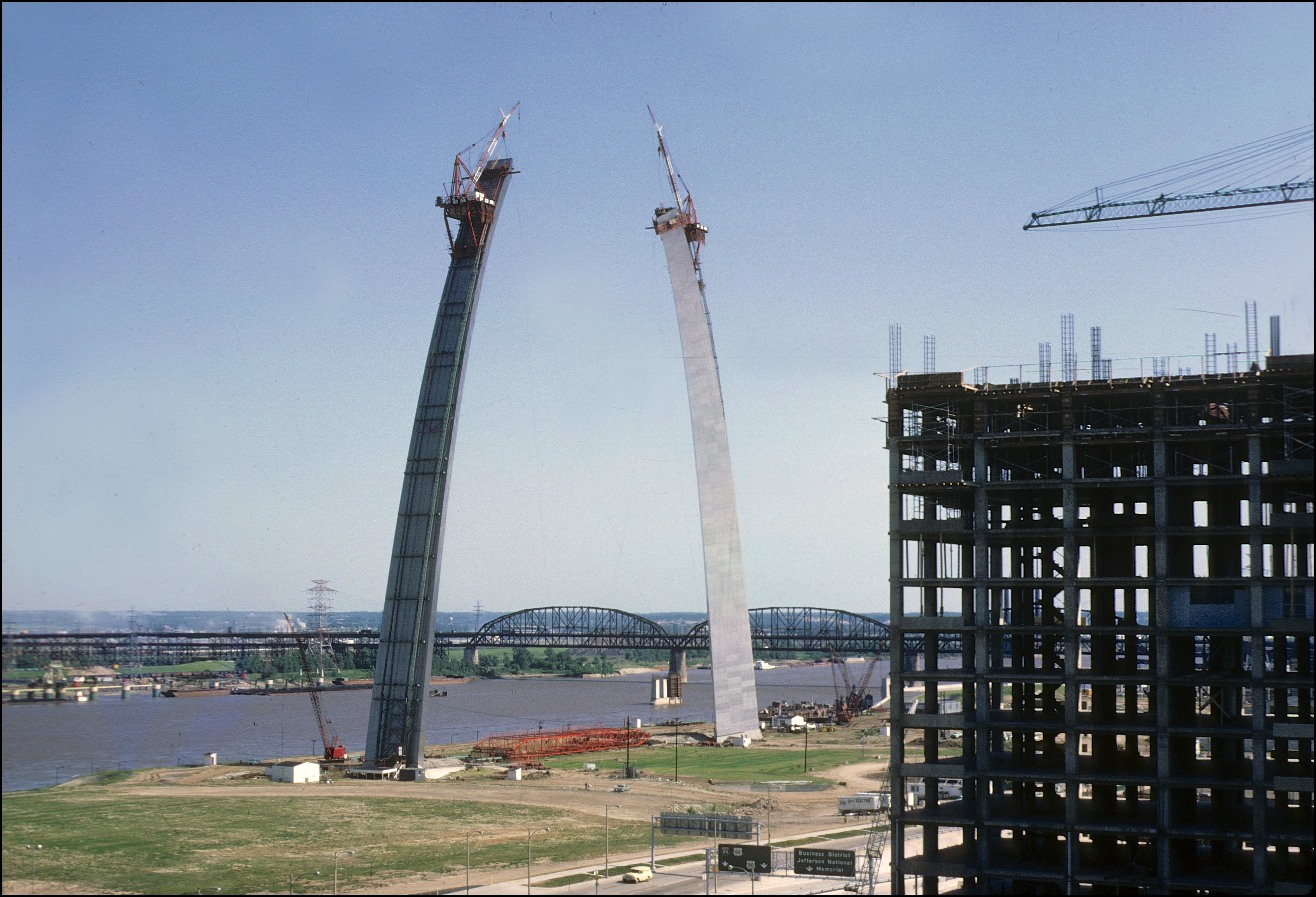
Construcția arcului în iunie 1965

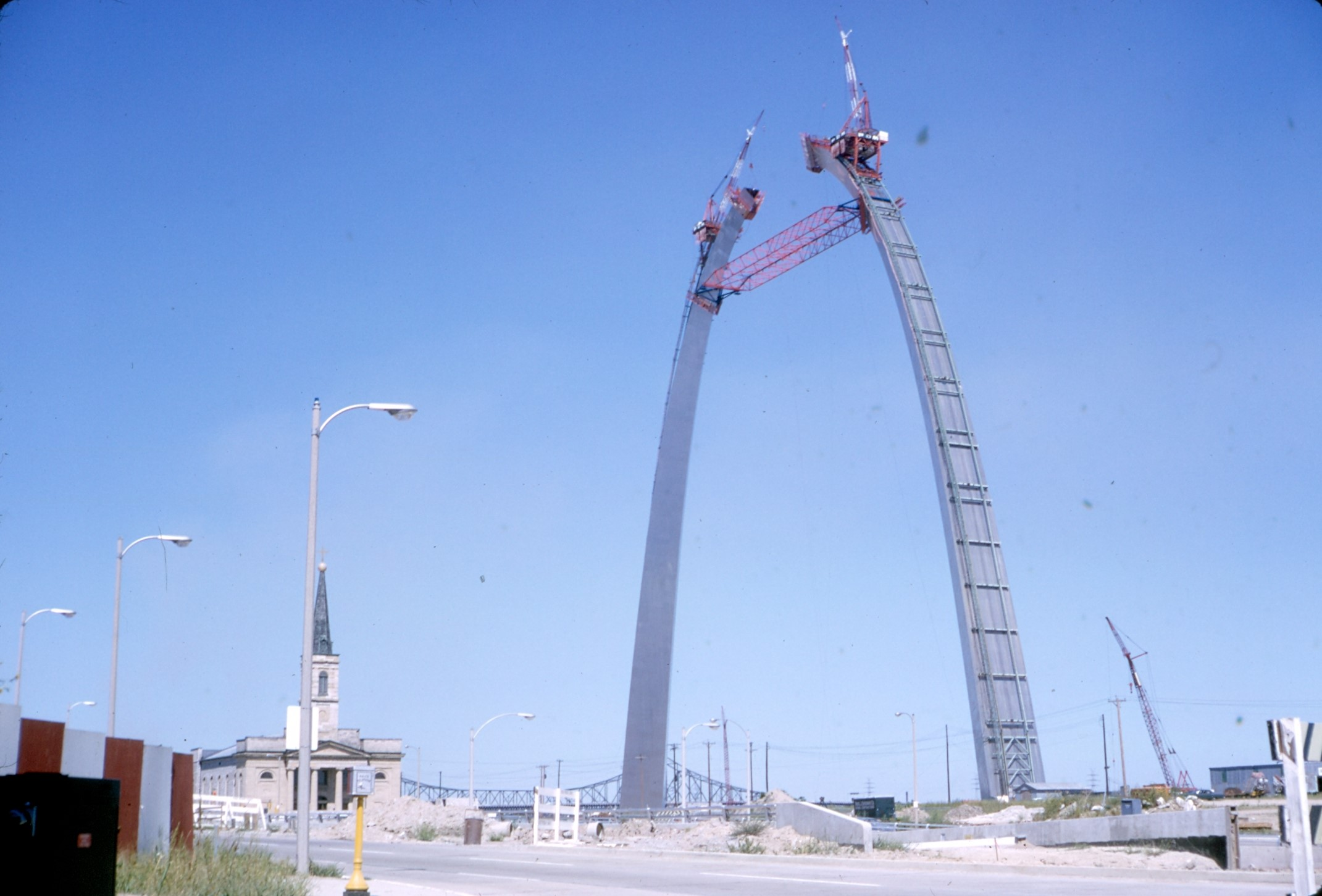
Construcția arcului în septembrie 1965

Deși o firmă actuarială a prezis că treisprezece muncitori vor muri în timpul construcției arcului, nici un muncitor nu a fost ucis în timpul construcției monumentului. Cu toate acestea, construcția arcului a fost încă adesea întârziată de verificările de siguranță, incertitudinile legate de finanțare și litigiile juridice.
Activiștii pentru drepturile civile au considerat construcția arcului drept un simbol al discriminării rasiale. La 14 iulie 1964, în timpul pauzei de masă a muncitorilor, protestatarii pentru drepturile civile Percy Green și Richard Daly, ambii membri ai „Congresului pentru Egalitate Rasială”, au urcat 38 m pe piciorul nordic al arcului pentru a „expune faptul că fondurile federale erau folosite pentru a construi un monument național care discrimina rasial antreprenorii de culoare și muncitorii calificați de culoare”. În timp ce cei doi ignorau cererile de a coborî, protestatarii de la sol cereau ca cel puțin 10% din locurile de muncă calificate să aparțină afro-americanilor. Patru ore mai târziu, Green și Daly au coborât din arc, fiind acuzați de „violare de domiciliu, tulburarea liniștii publice și împotrivire la arestare” Acest incident, printre altele, a determinat Departamentul de Justiție al Statelor Unite ale Americii să depună, la 4 februarie 1966, primul caz de model sau practică împotriva AFL-CIO, în temeiul titlului VII din Legea drepturilor civile din 1964, însă departamentul a anulat ulterior acuzațiile. Procesul din 1966 a fost o încercare a Biroului pentru respectarea contractelor federale (Office of Federal Contract Compliance - OFCC) de a desegregă sindicatele din domeniul construcțiilor din întreaga țară. Multe sindicate din domeniul construcțiilor tehnice aveau o reprezentare afro-americană redusă sau inexistentă până la mijlocul anilor 1960. În timpul președinției lui Lyndon Johnson, guvernul federal a recunoscut necesitatea unei mai mari integrări la toate nivelurile societății și a început să impună egalitatea de șanse la angajare prin contracte de muncă cu finanțare federală.
În 1964, Pittsburgh-Des Moines Steel Company din Warren, Pennsylvania, l-a dat în judecată pe MacDonald pentru 665.317 de dolari pentru probleme fiscale. În 1965, NPS a solicitat ca Pittsburgh-Des Moines Steel să îndepărteze literele proeminente „P-D-M” (inițialele sale) de pe o bigă utilizată pentru construcție, susținând că era promoțional și încălca legea federală în ceea ce privește publicitatea pe monumentele naționale. Deși Pittsburgh-Des Moines Steel a refuzat inițial să continue ceea ce a considerat o încercare hazardată, compania a cedat după ce a descoperit că lăsarea siglelor ar costa 225.000 de dolari și, după aceea, 42.000 de dolari pe lună, iar NPS a renunțat la proces.
La 26 octombrie 1965, „Asociația Internațională a Muncitorilor din Prelucrarea Fierului” a întârziat lucrările pentru a se asigura că arcul era sigur. După ce directorul NPS, Kenneth Chapman, și-a dat cuvântul că condițiile sunt „perfect sigure”, construcția a fost reluată pe 27 octombrie.  După descoperirea a 16 defecte, tramvaiul a fost, de asemenea, amânat să circule. Agenția de Dezvoltare Bi-State a evaluat că a suferit pierderi de 2.000 de dolari pentru fiecare zi în care trenurile au stagnat.
La 7 ianuarie 1966, membrii AFL-CIO au abandonat lucrările la centrul pentru vizitatori, refuzând să lucreze cu instalatorii afiliați la Congresul Sindicatelor Industriale (CIU), care reprezenta instalatorii de culoare. Un reprezentant al AFL-CIO a declarat: „Această politică nu are nimic de-a face cu rasa. Experiența noastră este că acești membri CIU au lucrat în trecut pentru salarii inferioare standardelor." CIU a solicitat Consiliului Național pentru Relații de Muncă (NLRB) un ordin judecătoresc care să oblige muncitorii AFL-CIO să se întoarcă la muncă. La 7 februarie, judecătorul John Keating Regan a decis că muncitorii AFL-CIO au participat la un boicot secundar. La 11 februarie, AFL-CIO a reluat lucrul la arcadă, iar un antreprenor AFL-CIO a declarat că zece afro-americani au fost ucenici pentru munca la arcadă. Suspendarea lucrărilor a durat o lună.

### Finalizarea și inaugurarea

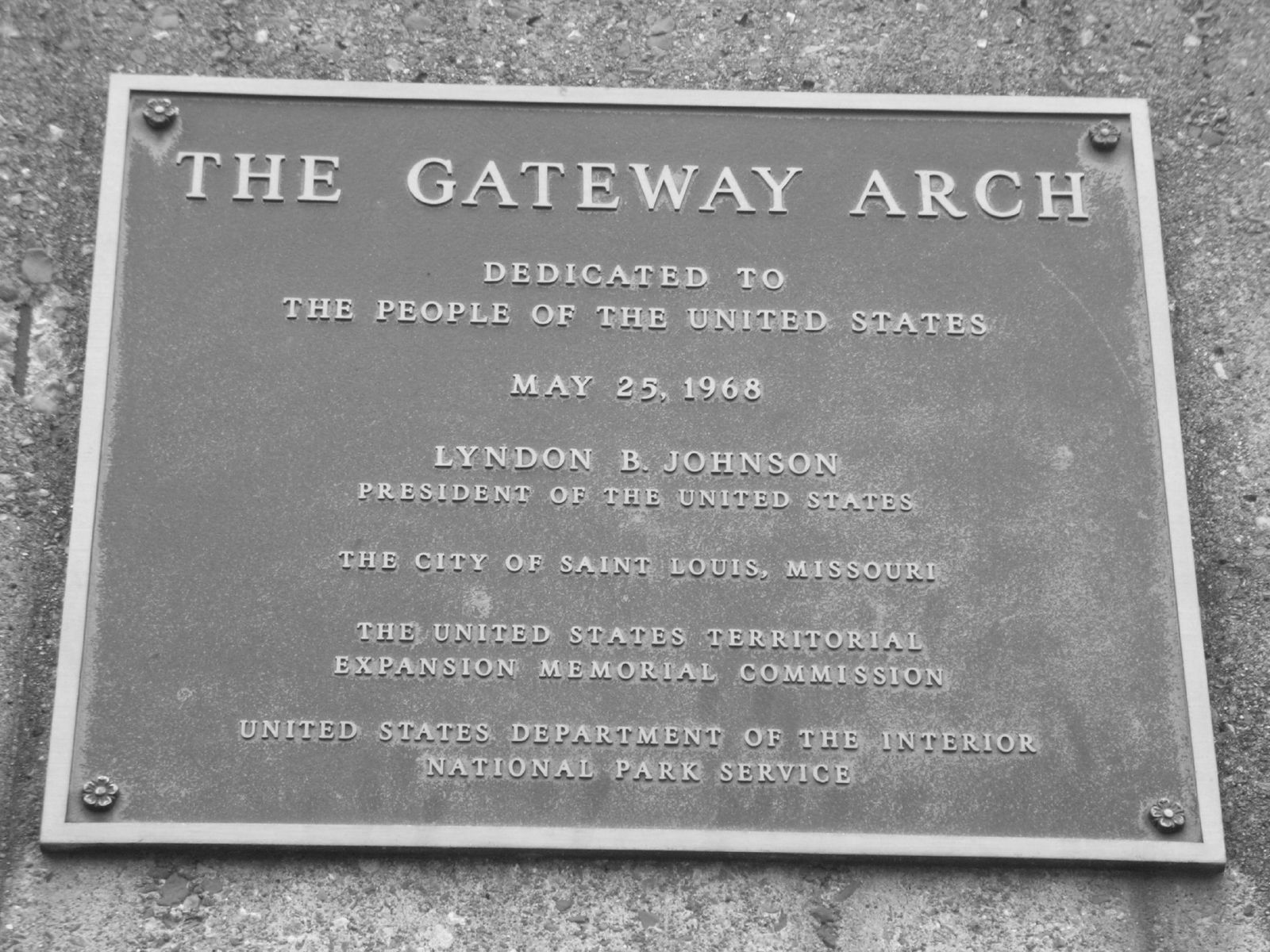
Placa comemorativă

Președintele Lyndon B. Johnson și primarul Alfonso J. Cervantes au stabilit o dată pentru ceremonia de inaugurare, dar arcul nu fusese finalizat până atunci. Data ceremoniei a fost fixată la 17 octombrie 1965; muncitorii s-au străduit să respecte termenul limită, făcând ture duble, dar la 17 octombrie, arcul nu era încă finalizat. Președintele ceremoniei a anticipat ca ceremonia să aibă loc pe 30 octombrie, într-o zi de sâmbătă, pentru a permite participarea a 1 500 de elevi, ale căror semnături urmau să fie plasate într-o capsulă a timpului. În cele din urmă, PDM a stabilit data ceremoniei pentru 28 octombrie.
Capsula timpului, care conținea semnăturile a 762 000 de studenți și a altor persoane, a fost sudată în cheia de boltă înainte ca piesa finală să fie pusă la locul ei. La 28 octombrie, arcul a fost acoperit, sub privirile vicepreședintelui de atunci, Hubert Humphrey, dintr-un elicopter. Un preot catolic și un rabin s-au rugat deasupra cheii de boltă, o secțiune triunghiulară în greutate de 10 tone (9,1 t) și lungă de 2,4 m. Aceasta trebuia să fie inserată la ora locală 10:00 a.m., dar a fost făcută cu 30 de minute mai devreme deoarece dilatarea termică a restrâns spațiul de 2,6 m din partea de sus cu 13 cm. Pentru a atenua acest lucru, lucrătorii au folosit furtunuri de incendiu cu care au pulverizat apă pe suprafața piciorului sudic pentru a-l răci și a-l face să se contracte. Cheia de boltă a fost inserată în 13 minute, rămânând doar 15 cm. Pentru următoarea secțiune, un cric hidraulic a trebuit să desprindă picioarele cu 1,8 m. În ultima secțiune au rămas doar 0,76 m. Până la prânz, cheia de boltă a fost fixată. Unii regizori, în speranța că cele două picioare nu se vor întâlni, au realizat cronici ale fiecărei faze a construcției.
Se aștepta ca Gateway Arch să fie deschis publicului până în 1964, dar în 1967 agenția de relații publice a încetat să mai prognozeze data deschiderii. Centrul pentru vizitatori al arcului a fost deschis pe 10 iunie 1967, iar tramvaiul a început să funcționeze pe 24 iulie.
Arcul a fost inaugurat de Humphrey la 25 mai 1968. El a declarat că arcul este „o curbă înălțătoare în cer care leagă moștenirea bogată de ieri cu viitorul mai bogat de mâine”  și aduce un „nou scop” și un „nou simț al urgenței de a șterge fiecare mahala”. „Orice este de proastă calitate, orice este urât, orice este risipă, orice este fals, va fi măsurat și condamnat” în comparație cu Gateway Arch. Aproximativ 250.000 de persoane erau așteptate să participe, dar ploaia a anulat activitățile în aer liber. Ceremonia a trebuit să fie transferată în centrul pentru vizitatori. După inaugurare, Humphrey s-a ghemuit sub o ieșire în timp ce aștepta ca ploaia să se potolească pentru a putea merge spre mașina sa.

### După finalizare
Proiectul nu a oferit 5.000 de locuri de muncă, așa cum se aștepta - în iunie 1964, numărul lucrătorilor era mai mic de 100. Cu toate acestea, proiectul a stimulat alte eforturi de restaurare a malului râului, în valoare totală de 150 de milioane de dolari. Proiectele de construcție au inclus un stadion sportiv de 50.000 de locuri, un hotel de 30 de etaje, mai multe clădiri înalte de birouri, patru parcări și un complex de apartamente. Ideea unui parc de distracții Disneyland, care să includă „atracții sintetice cu bărci fluviale”, a fost luată în considerare, dar ulterior abandonată. Dezvoltatorii sperau să folosească arcul ca un catalizator comercial, atrăgând vizitatori care să apeleze la serviciile lor. O estimare a constatat că, începând cu anii 1960, arcul a stimulat construcții în valoare de aproape 503 milioane de dolari.
În iunie 1976, memorialul a fost finalizat prin alocări federale - „statuia lui Thomas Jefferson a fost dezvelită, Muzeul Expansiunii spre Vest a fost prezentat în avanpremieră, un teatru de sub arc a fost dedicat în onoarea primarului Raymond Tucker și au fost construite scările curbate de tip catenar de la arc până la dig”.

## Caracteristici

### Caracteristici fizice

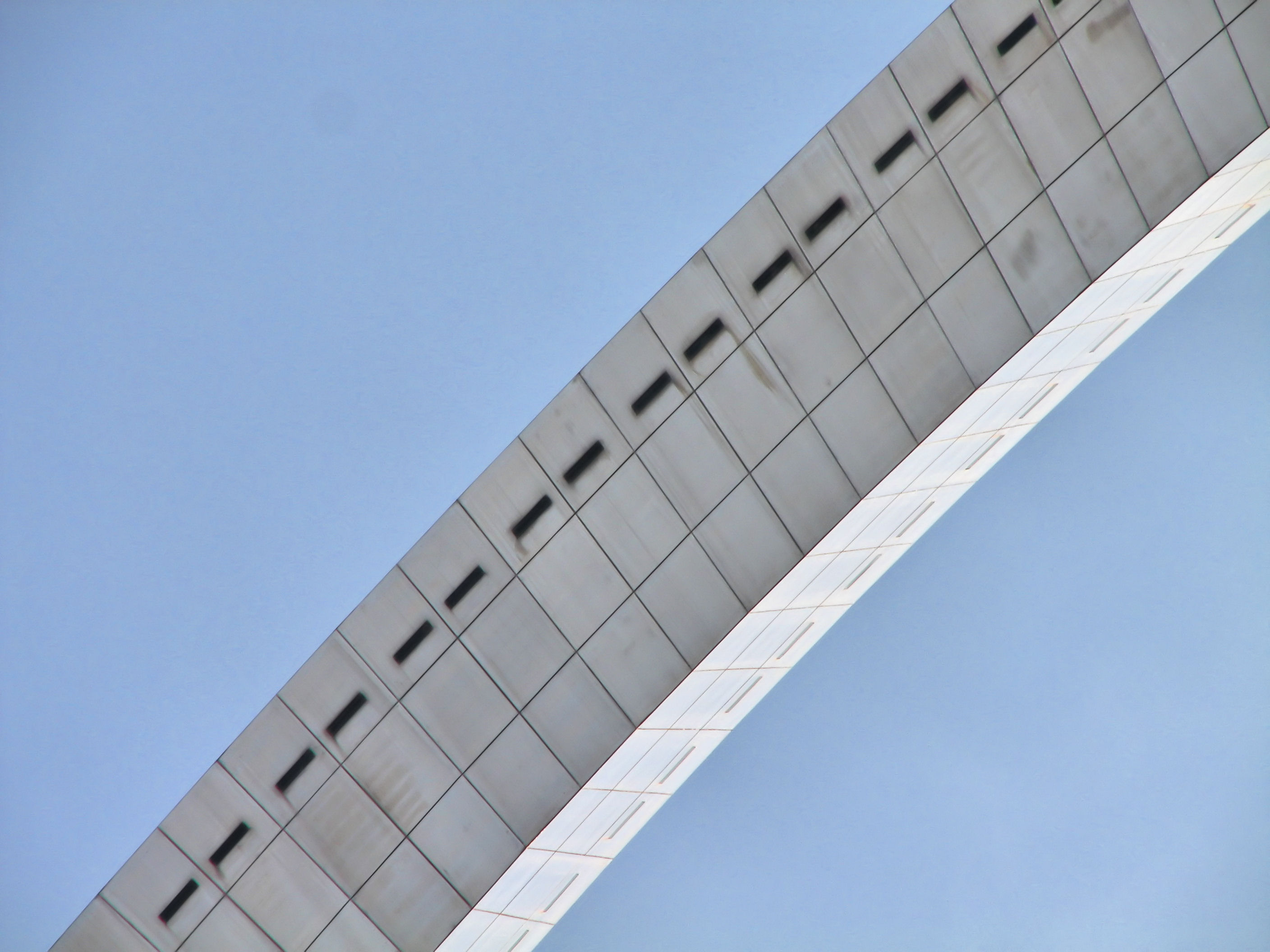
Ferestrele punții de observație sunt situate în jurul vârfului arcului.

Atât lățimea cât și înălțimea arcului sunt de 192 m. Arcul este cel mai înalt monument memorial din Statele Unite și cel mai înalt monument din oțel inoxidabil din lume.
Secțiunile transversale ale picioarelor arcului sunt triunghiuri echilaterale, îngustându-se de la 16 m pe latură la baze la 5,2 m pe latură la vârf. Fiecare perete este format dintr-o învelitoare din oțel inoxidabil care acoperă un sandwich de doi pereți din oțel carbon cu beton armat în mijloc de la nivelul solului până la 91 m, cu oțel carbon până la vârf. Arcul este gol pentru a găzdui un sistem unic de tramvai care duce vizitatorii la o punte de observație în vârf.
Sarcina structurală este susținută de învelitoarea tensionată care preia o parte din sarcină. Fiecare picior este încorporat în 23.570 de tone de beton de 44 de 13 m grosime și 18 m adâncime. 6,1 m din fundație este în rocă. Arcul este rezistent la cutremure și este proiectat să se clatine până la 46 cm în orice direcție, în timp ce rezistă la vânturi de până 240 km/h. Structura cântărește 38.898 de tone, din care betonul reprezintă 23.570 tone; interiorul din oțel structural, 1.957 tone; iar panourile din oțel inoxidabil 304 de 6,3 mm grosime care acoperă exteriorul arcului, 804 tone. Această cantitate de oțel inoxidabil este cea mai mare utilizată într-un singur proiect din istorie.

### Elemente matematice

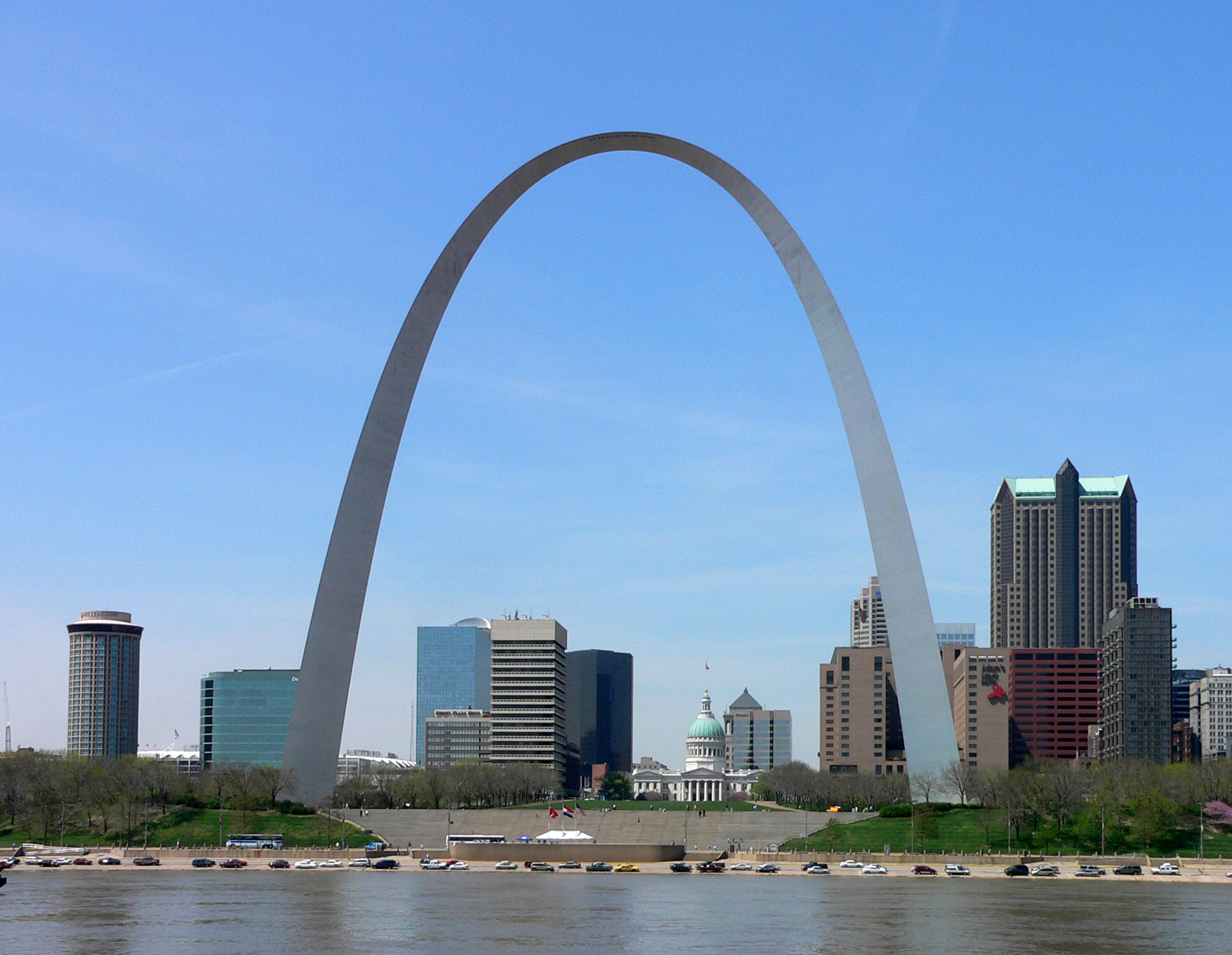
Arcul este de tip catenar ponderat - picioarele sale sunt mai late decât secțiunea superioară.

Forma geometrică a structurii a fost stabilită prin ecuații matematice furnizate lui Saarinen de către inginerul germano-american Hannskarl Bandel. Bruce Detmers și alți arhitecți au exprimat forma geometrică în schițe cu această ecuație:
{\displaystyle y=A\left(\cosh {\frac {Cx}{L}}-1\right)\quad \Leftrightarrow \quad x={\frac {L}{C}}\operatorname {arcosh} \left(1+{\frac {y}{A}}\right)},
cu constantele:
{\displaystyle A={\frac {f_{c}}{Q_{b}/Q_{t}-1}}=68.7672}
{\displaystyle C=\operatorname {arcosh} {\frac {Q_{b}}{Q_{t}}}=3.0022}
unde fc = 190,5282 m este înălțimea maximă a centroidului, Qb = 117,30543 m2 este suprafața maximă a secțiunii transversale a arcului la bază, Qt = 11,62594 m2 este suprafața minimă a secțiunii transversale a arcului la vârf, iar L = 91,20344 m este jumătatea lățimii centroidului la bază. Aria secțiunii transversale a triunghiului variază liniar cu înălțimea verticală a centroidului său.
Această funcție cosinus hiperbolică descrie forma unei catenare. Un lanț care își susține doar propria greutate formează o catenară; lanțul este doar în tensiune. De asemenea, un arc catenar inversat care își susține doar propria greutate este numai în compresiune, fără forfecare. Arcul catenar este cel mai stabil dintre toate arcurile, deoarece șocurile trec prin picioare și sunt absorbite de fundații, în loc să forțeze picioarele să se despartă. Arcul Gateway în sine nu este un arc catenar obișnuit, ci o curbă mai generală de forma y=Acosh (Bx). Acest lucru îl face un „arc catenar ponderat inversat”. Saarinen a ales un arc catenar ponderat în locul unei curbe catenare normale, deoarece arăta mai puțin ascuțit și mai puțin abrupt. În 1959, el a provocat unele confuzii cu privire la forma reală a arcului atunci când a scris: „Acest arc nu este o adevărată parabolă, așa cum se afirmă adesea. În schimb, este o curbă catenară - curba unui lanț suspendat - o curbă în care forțele de împingere sunt menținute continuu în centrul picioarelor arcului”. William V. Thayer, profesor de matematică la St. Louis Community College, a scris ulterior în St. Louis Post-Dispatch atrăgând atenția asupra faptului că structura era o catenară ponderată.

### Iluminarea arcului

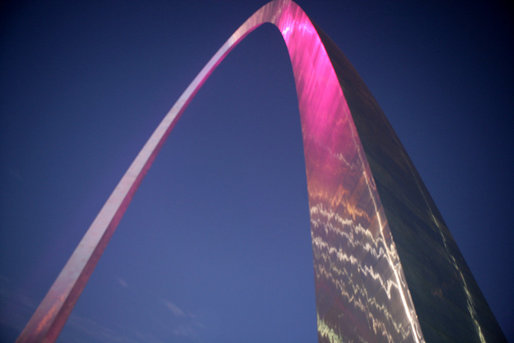
Arcul iluminat în roz cu ocazia „Lunii de conștientizare a cancerului de sân”

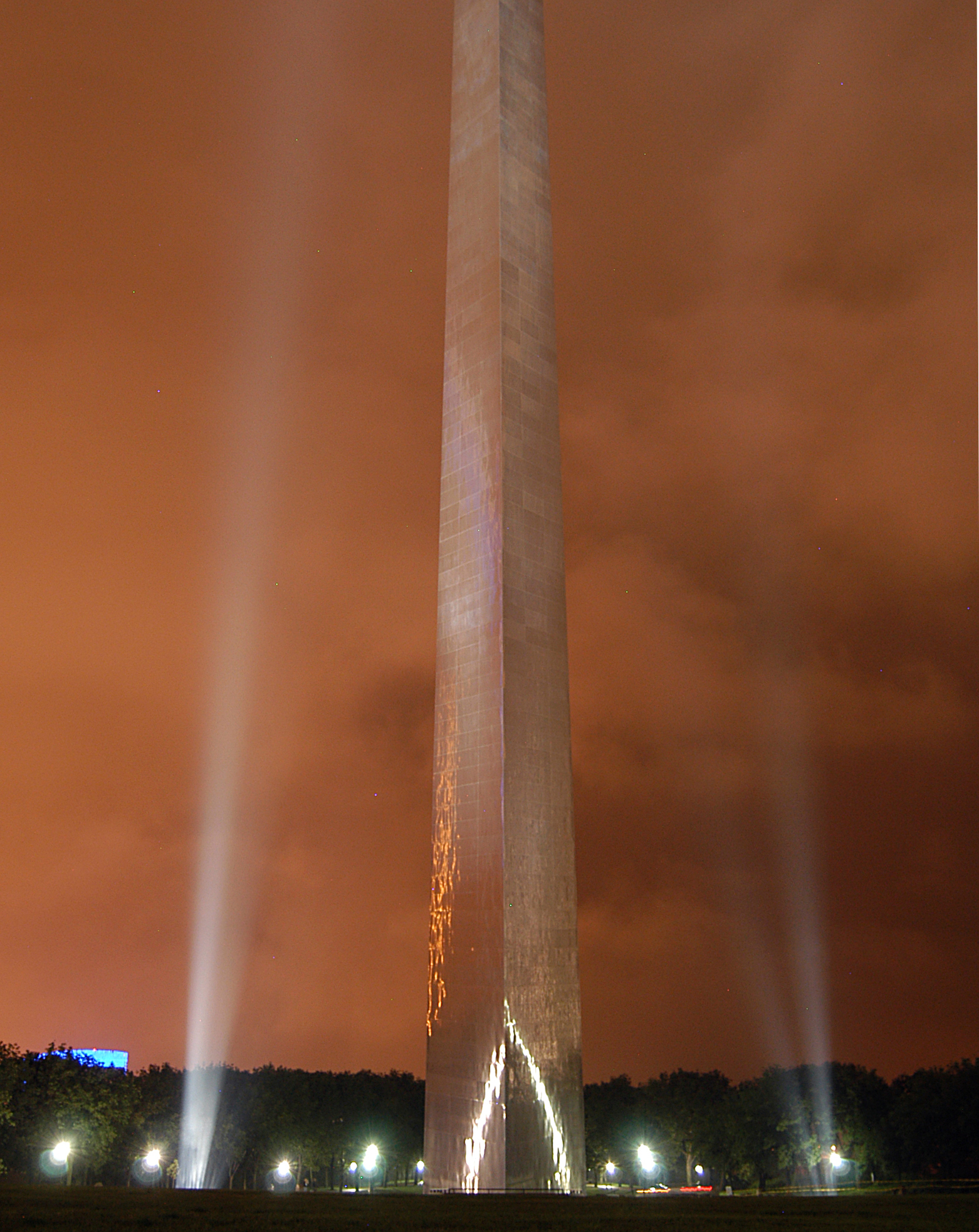
Sistemul de iluminare a arcului

Prima propunere de a ilumina arcul pe timp de noapte a fost anunțată la 18 mai 1966, dar acest prim plan nu s-a concretizat niciodată. În iulie 1998, finanțarea unui sistem de iluminare a arcului a fost aprobată de către Fundația Gateway din St. Louis, care a fost de acord să își asume responsabilitatea pentru costul echipamentului, instalarea și întreținerea acestuia. În ianuarie 1999, MSNBC a pus la punct un sistem de iluminat temporar pentru arc, astfel încât monumentul să poată fi folosit ca fundal pentru o vizită a Papei Ioan Paul al II-lea.  Din noiembrie 2001, arcul este scăldat în lumină albă între orele 22.00 și 1.00 prin intermediul unui sistem de proiectoare. Proiectat de Randy Burkett, acesta cuprinde 44 de corpuri de iluminat situate în patru gropi chiar sub nivelul solului.
La 5 octombrie 2004, Senatul SUA, la presiunile ambilor senatori americani din Missouri, Jim Talent și Kit Bond, a aprobat un proiect de lege care permite iluminarea în roz a arcului în onoarea lunii de conștientizare a cancerului de sân. Atât „Estee Lauder”, cât și „May Department Store Co.” au susținut cauza. Un angajat a declarat că arcul va fi un „far... pentru importanța prevenției și a găsirii unui leac". Deși Serviciul Parcurilor Naționale a contestat planul din cauza precedentului pe care l-ar fi creat pentru viitoarele utilizări ale arcului, acesta a cedat datorită faptului că și-a dat seama că el și Congresul erau „în aceeași echipă” și pentru că iluminarea era obligatorie din punct de vedere legal; la 25 octombrie, planul a fost pus în aplicare. Ultima dată când arcul a fost iluminat în scopuri promoționale a fost pe 12 septembrie 1995, sub conducerea companiilor locale Fleishman-Hillard și Technical Productions, când un spectru curcubeu a fost luminat pe arc pentru a face publicitate debutului spectacolului „Vrăjitorul din Oz pe gheață” al Circului Ringling Bros. și Barnum & Bailey la Kiel Center.

## Accesul publicului

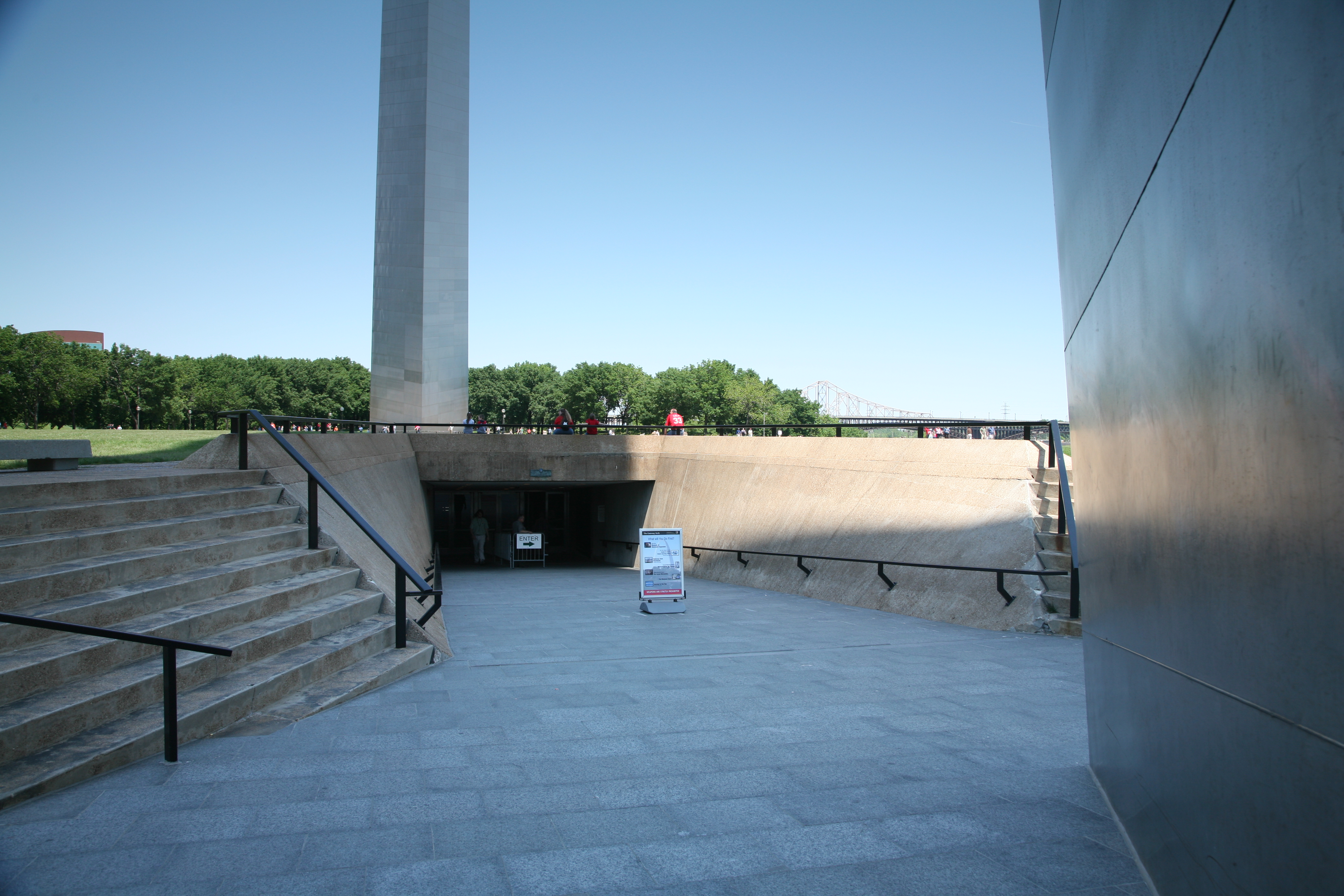
Intrarea sudică în centrul de vizitatori subteran

În aprilie 1965, se aștepta ca trei milioane de turiști să viziteze arcul anual după finalizare; 619.763 de turiști au vizitat vârful arcului în primul său an de deschidere. La 15 ianuarie 1969, un vizitator din Nashville, Tennessee, a devenit persoana cu numărul un milion care a ajuns în zona de observare; persoana cu numărul zece milioane a urcat în vârf la 24 august 1979. În 1974, arcul a fost clasat pe locul patru pe o listă a „celor mai vizitate atracții create de om”. În 2010, Gateway Arch a avut peste patru milioane de vizitatori, dintre care aproximativ un milion au urcat până în vârf. În 2022, se estimează că 1,62 milioane de persoane au vizitat arcul.
La 8 decembrie 2009, sponsorizat de organizația non-profit „CityArchRiver2015”, concursul internațional de design „Framing a Modern Masterpiece: Orașul + Arcul + Râul 2015". care a avut ca scop „proiectarea unui plan de îmbunătățire a peisajului parcului de pe malul râului, facilitarea accesului pietonilor pe Memorial Drive și extinderea pe malul râului East St. Louis”, precum și atragerea de vizitatori. Concursul a constat în trei etape - evaluarea portofoliului (restrânsă la 8-10 echipe), interviuri de echipă (restrânse la 4-5 echipe) și revizuirea propunerilor de proiectare. Concursul a primit 49 de candidați, care au fost reduși la cinci în primele două etape. La 17 august 2010, proiectele celor cinci finaliști au fost dezvăluite publicului și expuse la teatrul de sub arc. La 26 august, finaliștii și-au prezentat argumentele în fața unui juriu format din opt membri, iar la 21 septembrie  a fost dezvăluit câștigătorul: Michael Van Valkenburgh Associates. Planurile inițiativei includeau modernizarea Kiener Plaza și a vechiului tribunal, conectarea orașului la terenurile arcului cu un parc peste Autostrada 70, un muzeu reimaginat și accesibilitate îmbunătățită. Bugetul proiectului era de 380 de milioane de dolari și urma să fie finalizat în 2018.
La 2 august 2013, a început construcția proiectului „Park over the Highway” (Parc deasupra autostrăzii), prima componentă a proiectului „CityArchRiver”. Acest proiect prezintă o structură amenajată peste Autostrada 70 și a redirecționat traficul de suprafață care formase anterior un șanț ce separa Gateway Arch de Old Courthouse. Acest proiect a fost finalizat în decembrie 2014.

### Centrul de vizitare

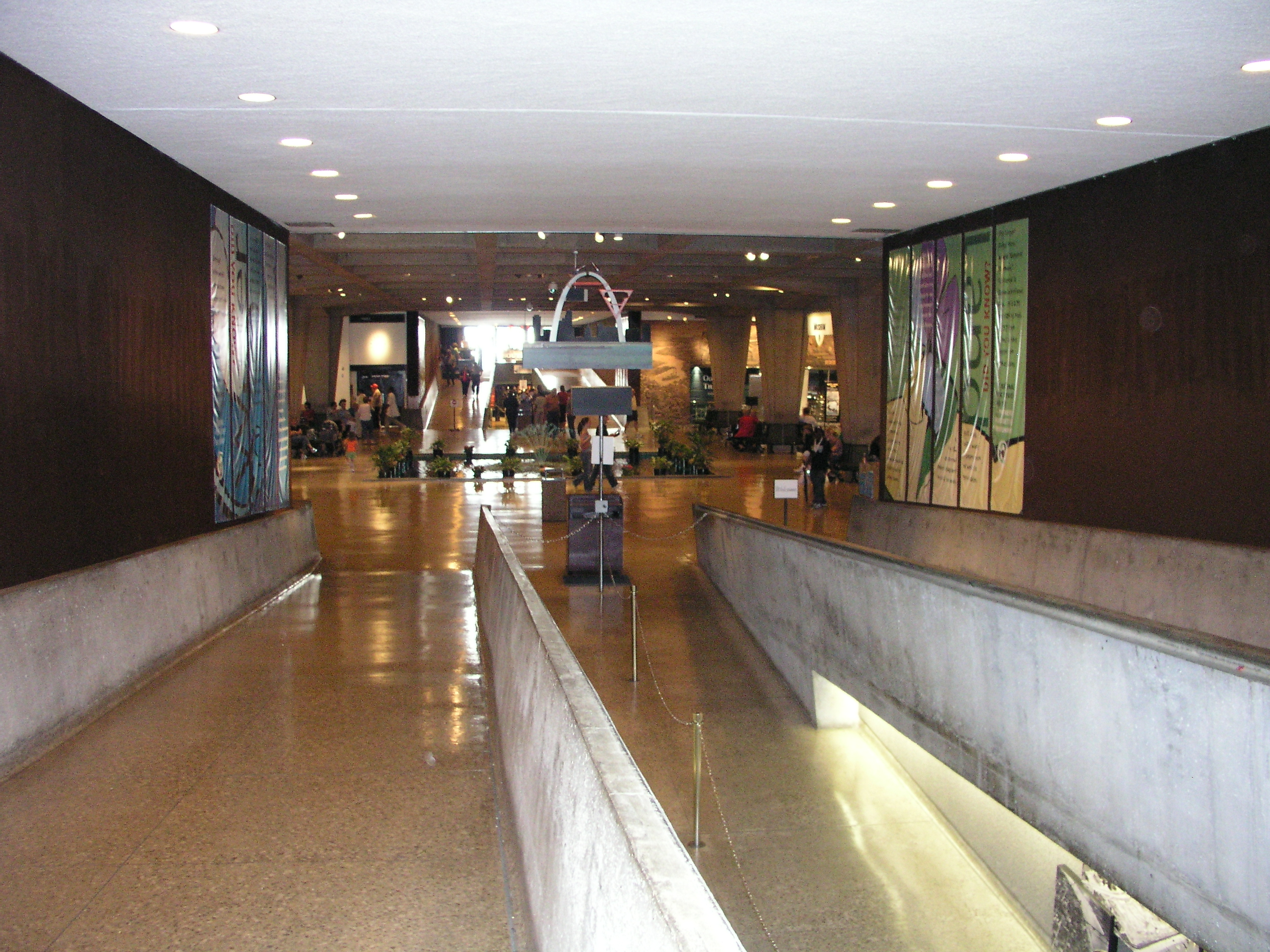
Interiorul centrului pentru vizitatori înainte de renovarea din 2018

Centrul subteran pentru vizitatori al arcului a fost proiectat ca parte a programului „Mission 66” al „National Park Service”. Centrul de 6.500 m2 este situat direct sub arc, între picioarele acestuia. Deși construcția centrului pentru vizitatori a început în același timp cu construcția arcului în sine, aceasta nu s-a încheiat până în 1976 din cauza finanțării insuficiente; cu toate acestea, centrul a fost deschis cu mai multe exponate la 10 iunie 1967. Accesul la centrul pentru vizitatori este asigurat prin rampe adiacente fiecărui picior al arcului.
Centrul găzduiește birouri, spații tehnice și zone de așteptare pentru tramvaiele arcului, precum și principalele sale atracții: „Muzeul Expansiunii spre Vest” și două cinematografe care prezintă filme despre arc. Teatrul mai vechi a fost inaugurat în mai 1972; teatrul mai nou, numit „Teatrul Odyssey”, a fost construit în anii 1990 și are un ecran înalt de patru etaje. Construcția sa a necesitat extinderea complexului subteran, iar muncitorii au trebuit să excaveze roca solidă, menținând în același timp perturbarea la un nivel minim, astfel încât muzeul să poată rămâne deschis. Muzeul găzduiește câteva sute de exponate despre expansiunea Statelor Unite spre vest în secolul al XIX-lea și a fost deschis la 10 august 1977.
Ca parte a proiectului CityArchRiver, centrul pentru vizitatori și muzeul au fost supuse unei extinderi și renovări în valoare de 176 de milioane de dolari, care a fost finalizată în iulie 2018. Renovarea include o anexă subterană de 46.000 de metri pătrați cu galerii interactive, pereți video, o fântână și o cafenea.

### Zona de observare

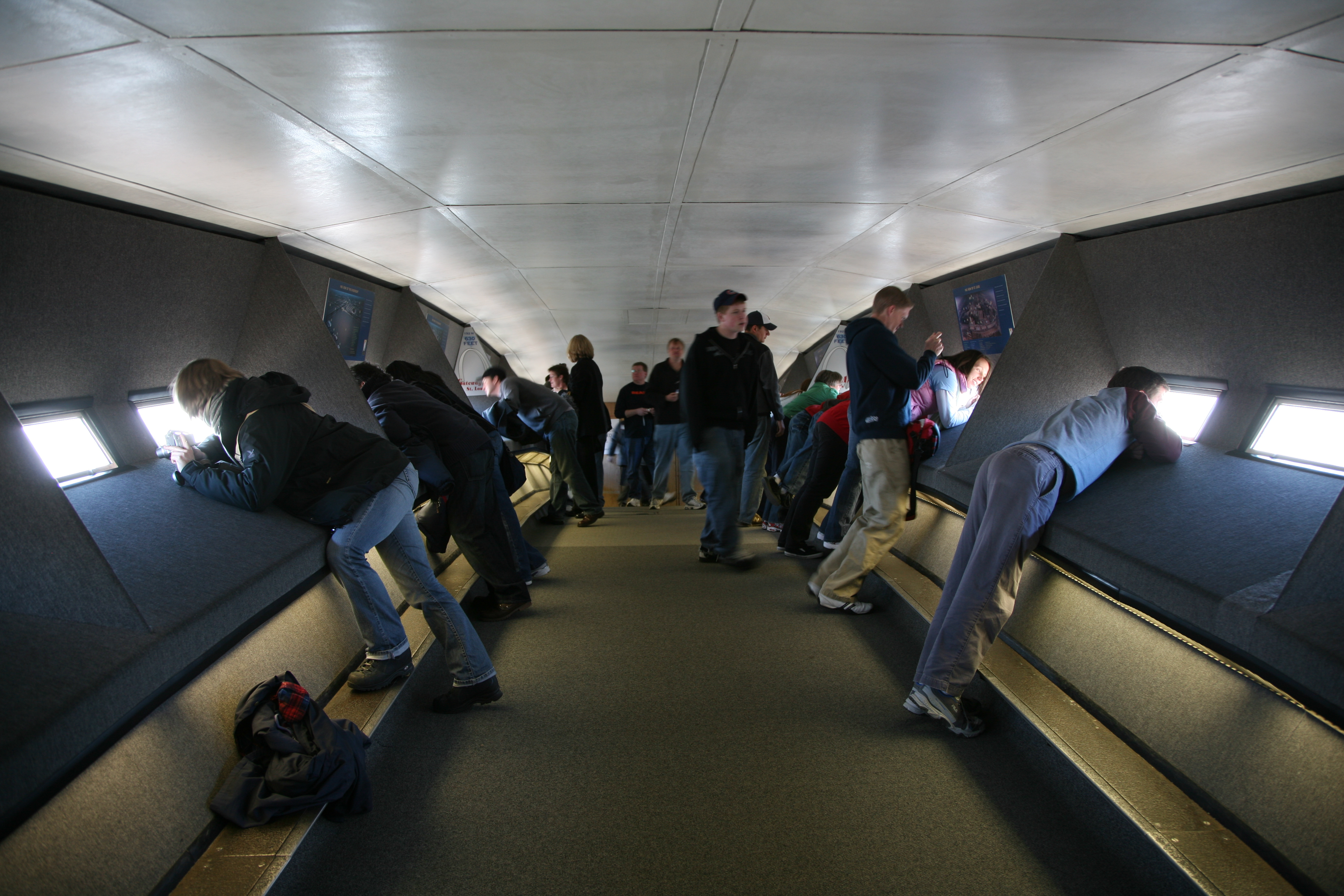
Zona de observare de pe vârful arcului

Aproape de vârful Arcului, pasagerii ies din cabinele tramvaiului și urcă o pantă ușoară pentru a intra în zona de observare. Această punte arcuită, care are peste 20 m lungime și 2,1 m lățime, poate găzdui până la aproximativ 160 de persoane, echivalent cu numărul de persoane din patru tramvaie. Șaisprezece ferestre pe fiecare parte, fiecare măsurând 180 mm × 690 mm, oferă priveliști de până la 48 km spre est peste râul Mississippi și sudul statului Illinois, cu proeminentele sale movile din cultura Mississippian de la Cahokia Mounds, iar spre vest peste orașul St. Louis și comitatul St. Louis.

#### Moduri de ascensiune

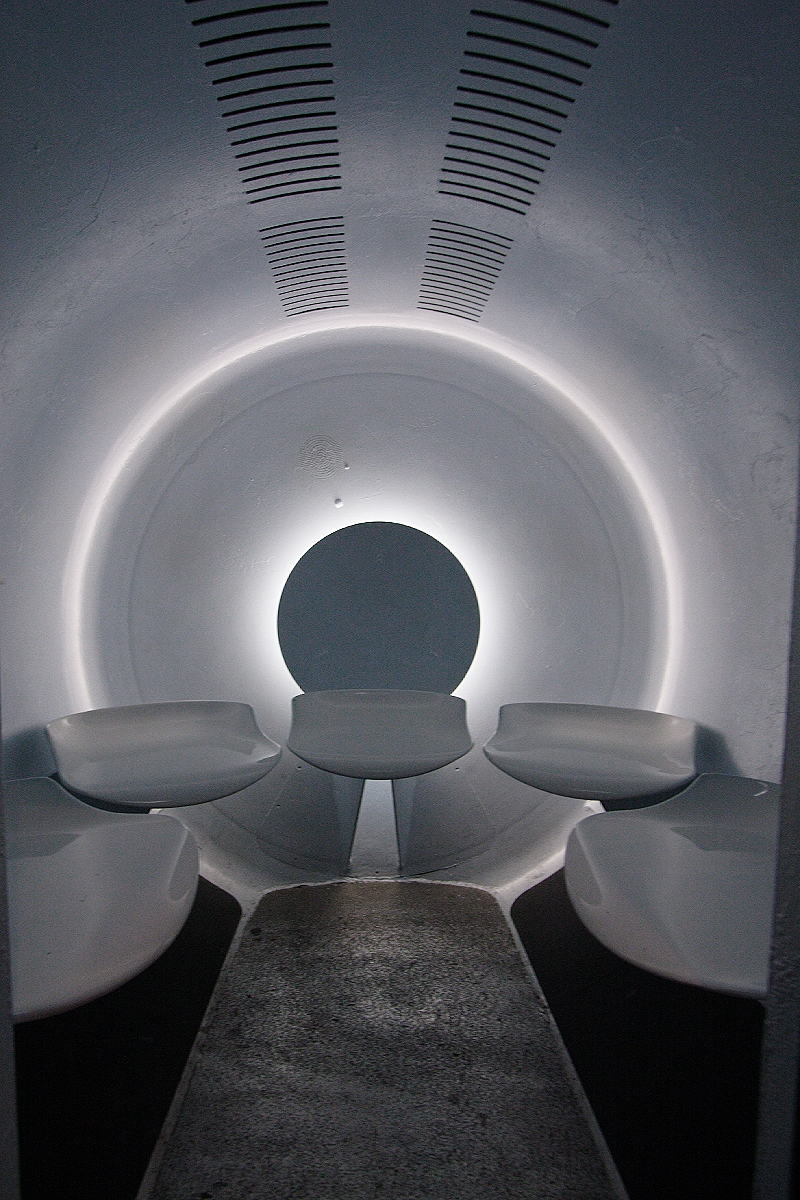
Interiorul unei capsule de tramvai din Gateway Arch

Există trei moduri de transport pentru a urca pe arc: două seturi de scări cu 1.076 de trepte (câte una în fiecare picior), un lift pentru 12 pasageri până la înălțimea de 113 de metri, și câte un tramvai cu cabine în fiecare picior.
Fiecare tramvai este un lanț de opt cabine cilindrice de cinci locuri cu uși din sticlă. Deoarece fiecare tramvai are o capacitate de 40 de pasageri și există două tramvaie, 80 de pasageri pot fi transportați în același timp, tramvaiele plecând de la sol la fiecare 10 minute. Compartimentele (capsulele) se rotesc ca și cabinele dintr-o roată uriașă în timp ce urcă și coboară din arc pe șine. Acest mod de mișcare a dat naștere ideii că tramvaiul este „jumătate roată uriașă și jumătate lift”. Călătoria spre vârf durează patru minute, iar coborârea durează trei minute.

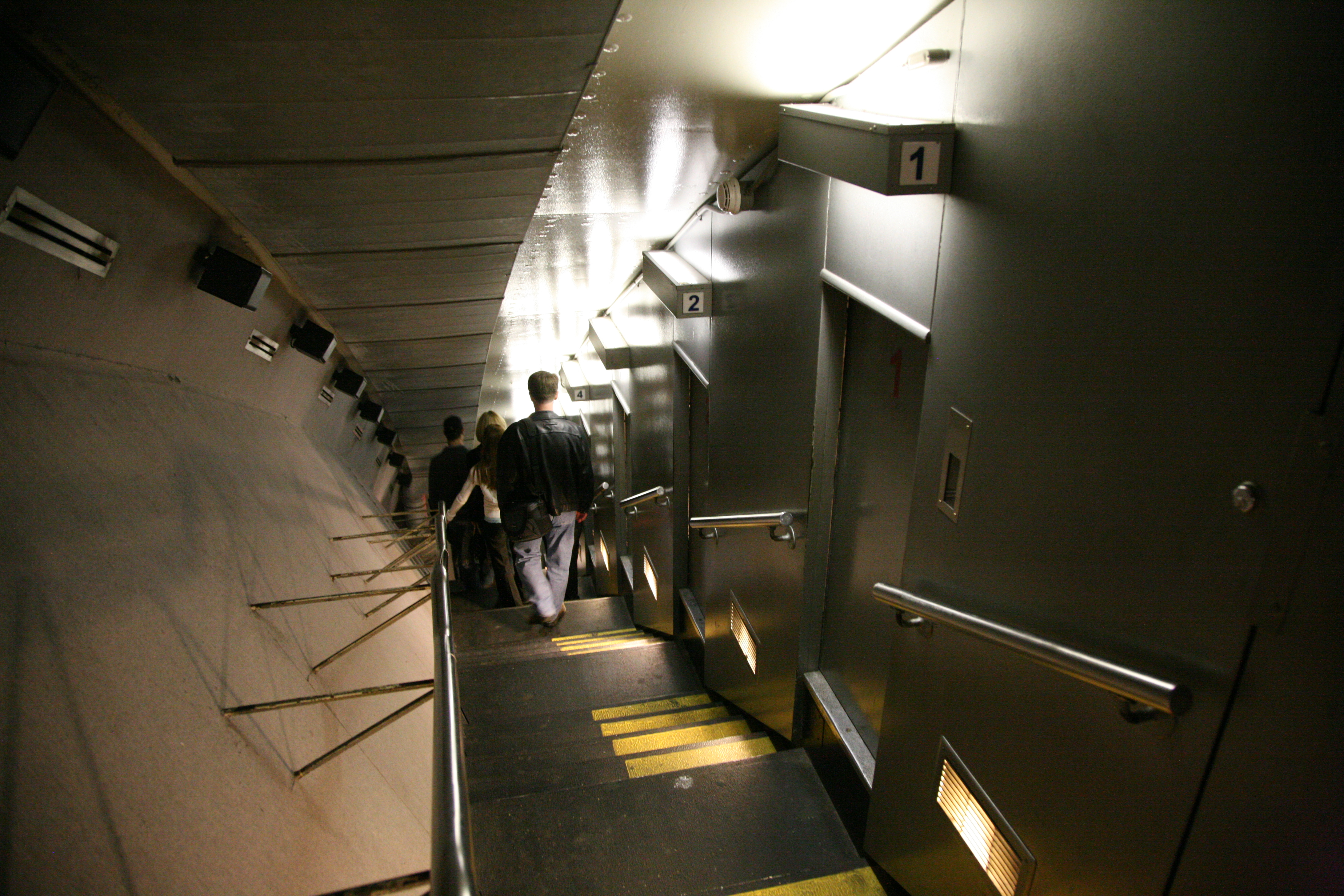
Scările nordice și tramvaiul care coboară de pe platforma de observație

Din cauza lipsei de fonduri, în martie 1962 NPS nu a acceptat oferte pentru sistemul intern de tramvai al arcului și s-a gândit să renunțe la idee. În mai 1962, Agenția Comună de Dezvoltare a statelor Missouri și Illinois a propus să emită obligațiuni de venit pentru a obține fondurile necesare. Departamentul de Interne și Agenția au încheiat un acord prin care Agenția urma să construiască și să opereze tramvaiul. Agenția ar fi trebuit să strângă 1.977.750 de dolari pentru construcția sistemului de tramvai, iar apoi a retras obligațiunile prin stabilirea unei taxe de 1 dolar pentru călătorii până la vârf.
Agenția Comună de Dezvoltare a pus 3,3 milioane de dolari în obligațiuni de venit și a operat sistemul de tramvai de atunci. Tramvaiul din piciorul de nord a intrat în funcțiune în iunie 1967, dar vizitatorii au fost nevoiți să suporte așteptări de trei ore până la 21 aprilie 1976, când a fost pus în aplicare un sistem de rezervare. Tramvaiul din sud a fost finalizat în martie 1968. Au fost acordate insigne comemorative primilor 100.000 de pasageri. Din 2007, tramvaiele au parcurs 400.000 km, transportând peste 25 de milioane de pasageri .

#### Incidente

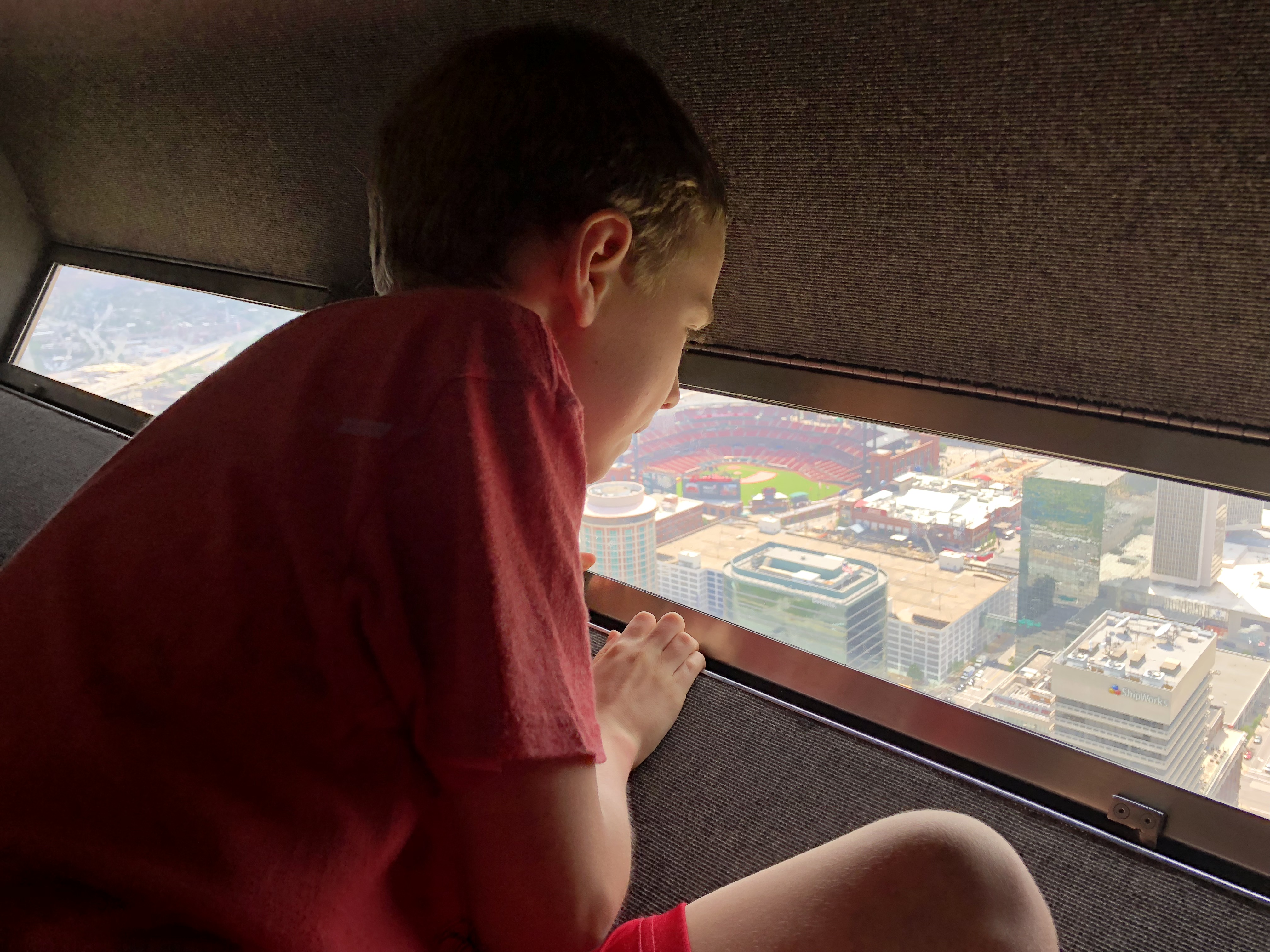
Un băiat se uită pe una dintre ferestrele de observație la orașul St. Louis.

La 8 iulie 1970, un băiat de șase ani, mama sa și două dintre prietenele sale au rămas blocați într-un tramvai în partea de sud a arcului după închiderea monumentului. Potrivit mamei băiatului, grupul a urcat pe arc în jurul orei 21:30, dar când tramvaiul a ajuns în zona de coborâre, ușile acestuia nu s-au deschis. Tramvaiul s-ar fi deplasat apoi până la o zonă de garare aflată la 15 m deasupra solului, iar curentul a fost oprit. O persoană a reușit să deschidă ușa tramvaiului, iar cei patru au reușit să ajungă la un agent de securitate pentru a cere ajutor, după ce au rămas blocați timp de aproximativ 45 de minute.
La 21 iulie 2007, un cablu rupt a forțat oprirea tramvaiului de sud, lăsând doar tramvaiul de nord în funcțiune până când reparațiile au fost finalizate în martie 2008. Aproximativ 200 de turiști au rămas blocați în interiorul arcului timp de aproximativ trei ore, deoarece cablul rupt a intrat în contact cu o șină de înaltă tensiune, provocând arderea unei siguranțe. Tramvaiul nordic a fost și el afectat temporar de pana de curent, dar unii pasageri au reușit să iasă din arc prin scările și liftul de urgență. A durat aproximativ două ore până când toți călătorii din tramvai au coborât în siguranță, în timp ce cei aflați în zona de observare în momentul întreruperii au trebuit să aștepte încă o oră înainte de a putea coborî din nou. Un oficial al arcului a declarat că vizitatorii, dintre care majoritatea și-au păstrat calmul în timpul acestei încercări, nu au fost în niciun pericol și au primit ulterior rambursări. Incidentul a avut loc în timp ce vizitatorii din arc urmăreau un foc de artificii și nimeni nu a fost rănit grav în acest eveniment. Cu toate acestea, două persoane au primit tratament medical; o persoană a avut nevoie de oxigen, iar cealaltă era diabetică. Cu toate acestea, aproape imediat după ce tramvaiul a fost repus în funcțiune în 2008, a fost închis din nou pentru noi reparații, după ce un întrerupător electric s-a defectat. Incidentul, care a avut loc pe 14 martie, a fost catalogat drept o „coincidență nefastă”.

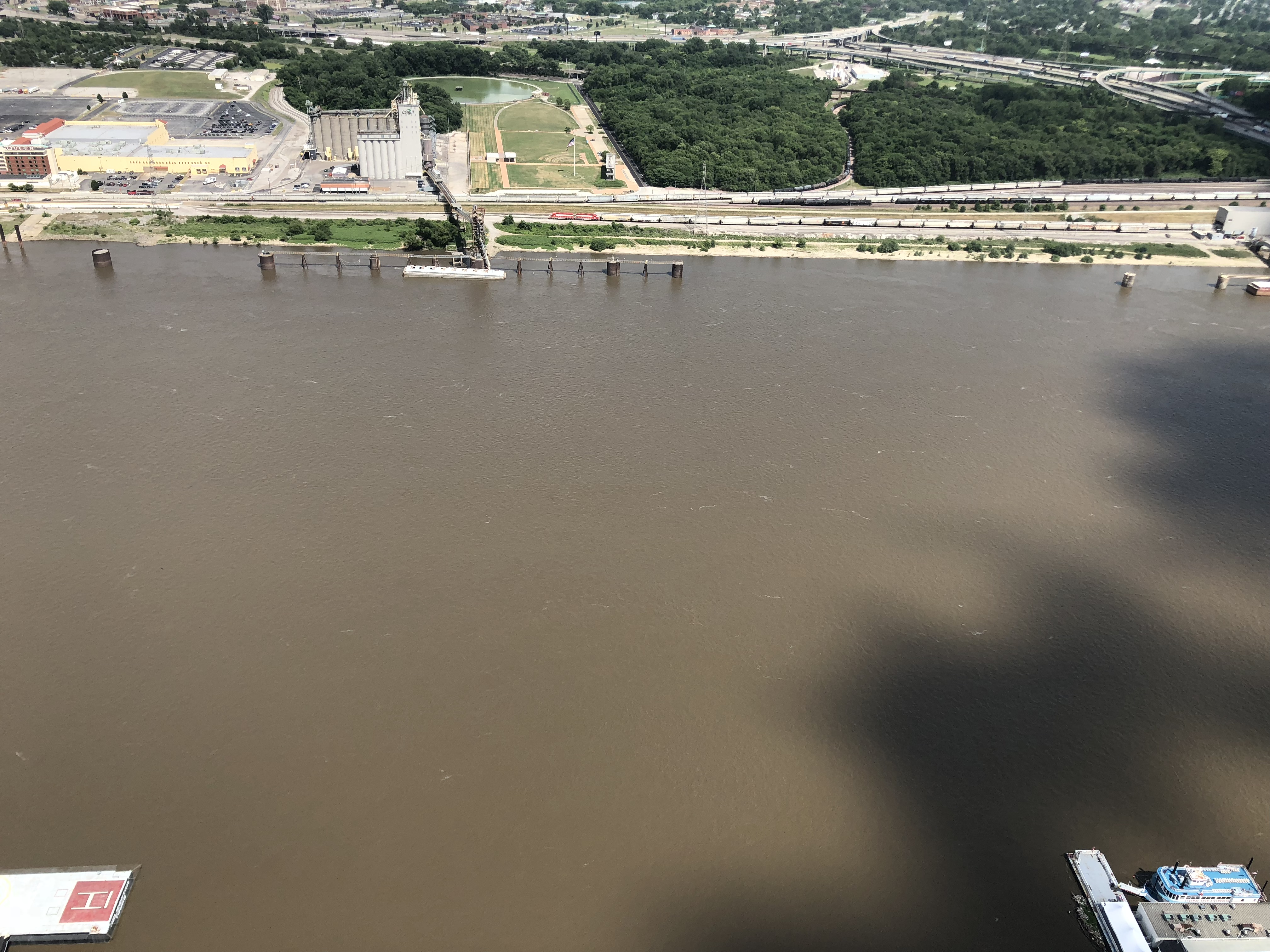
O priveliște a râului Mississippi din camera de observație a Arcului

În dimineața zilei de 9 februarie 2011, un lucrător al National Park Service a fost rănit în timp ce efectua reparații la tramvaiul de sud. Bărbatul în vârstă de 55 de ani lucra la sistemul electric al tramvaiului când a fost prins între acesta și peretele arcului timp de aproximativ 30 de secunde, până când a fost salvat de alți lucrători. Funcționarii de urgență l-au tratat pe angajatul NPS rănit în vârful arcului, înainte de a-l duce în stare gravă la Saint Louis University Hospital.
La 24 martie 2011, aproximativ o sută de vizitatori au rămas blocați în zona de observare timp de 45 de minute după ce ușile tramvaiului de sud au refuzat să se închidă. Turiștii au fost coborâți în siguranță pe arc cu tramvaiul de nord, care fusese închis în acea săptămână pentru ca oficialii să îl poată moderniza cu un nou sistem informatic. Ulterior, National Park Service a atribuit defecțiunea unei erori informatice legate de noul sistem, care fusese deja implementat cu tramvaiul de sud. Nimeni nu a fost rănit în acest incident.
În jurul orei 14:15, ora locală, pe 16 iunie 2011, tramvaiul nordic al arcului s-a blocat din cauza unei pene de curent. Tramvaiul a rămas blocat la aproximativ 61 de metri de puntea de observație, iar pasagerilor li s-a spus în cele din urmă să urce scările spre zona de observație. Lucrătorilor de la National Park Service le-a luat aproximativ o oră să tragă manual tramvaiul până sus, iar cei 40 de pasageri blocați s-au putut întoarce în jos cu tramvaiul sudic, care nu funcționase în acea zi deoarece nu era un număr mare de vizitatori. Alte 120 de persoane se aflau pe puntea de observație în momentul întreruperii și, de asemenea, au ieșit prin tramvaiul de sud. În timpul întreruperii, vizitatorii au rămas blocați în tramvai fără iluminat și fără aer condiționat. Nimeni nu a fost rănit grav în incident, dar un vizitator și-a pierdut cunoștința după ce a suferit un atac de panică, iar un paznic al parcului a suferit răni minore. Cauza întreruperii nu a fost cunoscută imediat.

### Cascadorii și accidente

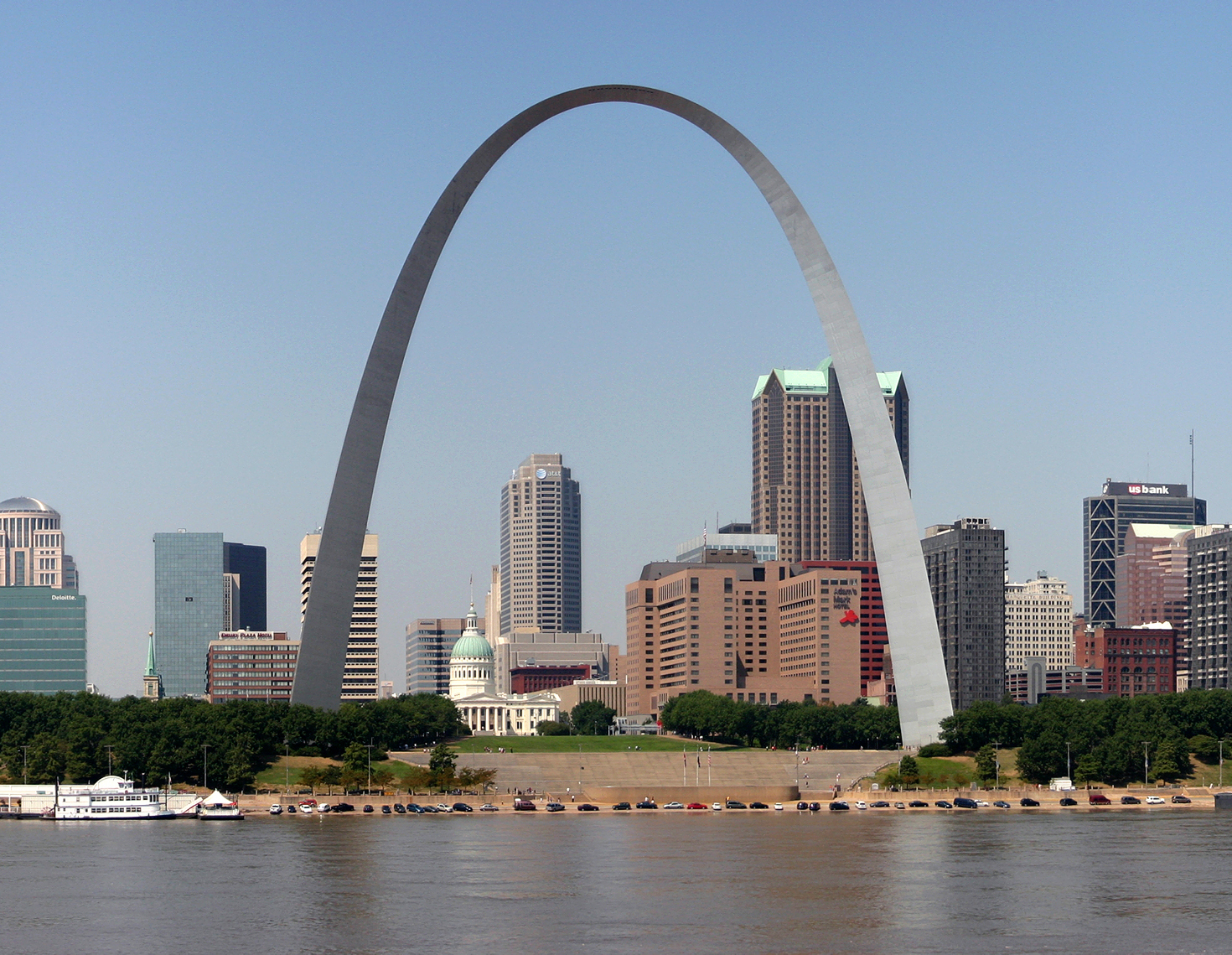
Arcul în septembrie 2007

La 16 iunie 1965, Administrația Federală a Aviației a Statelor unitea avertizat că aviatorii care vor zbura prin arc vor fi amendați și li se vor retrage licențele. Cel puțin zece piloți au nesocotit acest ordin, începând cu 22 iunie 1966.
În 1973, lui Nikki Caplan i s-a acordat o excepție din partea FAA pentru a zbura cu un balon cu aer cald printre picioarele arcului, ca parte a Marii Curse de Baloane din Forest Park. În timpul zborului, în care directorul parcului din St. Louis era pasager, balonul a lovit arcul și a coborât 21 de metri înainte de a-și reveni.
În 1976, unei echipe de parașutiști a armatei SUA i s-a permis să zboare prin arc ca parte a festivităților de 4 iulie, iar de atunci, numeroase echipe de parașutiști de expoziție au sărit legal pe terenul arcului, după ce și-au lansat parașutele prin picioarele arcului.
Arcul a fost ținta diverselor cascadorii și, deși astfel de fapte sunt în general interzise, mai multe persoane au sărit cu parașuta spre sau dinspre arc. În iunie 1980, Serviciul Parcurilor Naționale a refuzat o cerere din partea producătorilor de televiziune pentru ca un artist să sară de pe arc; o solicitare similară din partea cascadorului Dan Koko a fost, de asemenea, respinsă în februarie 1986. Koko, care a fost dublura lui Superman, dorea să efectueze saltul în timpul sărbătorilor de 4 iulie.

#### Accidentul din 1980
Pe 22 noiembrie 1980, în jurul orei 8:45 a.m., Kenneth Swyers, în vârstă de 33 de ani, din Overland, Missouri, a sărit cu parașuta pe vârful arcului. Planul său era să elibereze parașuta principală și apoi să sară de pe arc folosind parașuta de rezervă pentru a efectua un salt de bază. După aterizare, vântul l-a împins într-o parte, iar el a alunecat pe piciorul nordic și a murit. Accidentul a fost văzut de mai multe persoane, inclusiv de soția lui Swyers, de asemenea parașutistă. Ea a declarat că soțul ei era un parașutist experimentat și că se pregătise pentru salt cu două săptămâni înainte. Swyers, care făcuse peste 1.600 de salturi înainte de incident, a fost raportat de un martor că „a aterizat foarte bine” pe vârful arcului, dar „nu a avut nici o bază.” Swyers ar fi fost suflat de vânt până în vârful arcului și nu s-a putut salva când parașuta sa de rezervă nu a reușit să se deschidă. Administrația Federală a Aviației a declarat că saltul a fost neautorizat și l-a investigat pe pilotul implicat în incident.
Pe 27 decembrie 1980, postul de televiziune KTVI din St. Louis a raportat că a primit apeluri de la presupuși martori ai unei alte aterizări de cascadorie. Presupusul parașutist, care pretindea că este un cascador profesionist pensionat, ar fi purtat un costum de Moș Crăciun când a sărit dintr-un avion în jurul orei 8:00 a.m., s-a parașutat pe arc, a apucat baliza monumentului și a folosit aceeași parașută pentru a coborî nevătămat. KTVI a declarat că i s-a spus că fapta a fost făcută ca un act de omagiu adus lui Swyers și „se pare că a fost o combinație între o provocare, o beție și un tribut.” A doua zi după presupusul incident, autoritățile au declarat că saltul a fost o farsă. Un purtător de cuvânt al Departamentului Metropolitan de Poliție din St. Louis a declarat că nu au fost primite apeluri cu privire la salt până după ce acesta a fost difuzat la știri, iar Administrația Federală a Aviației a declarat că cele două apeluri pe care le-a primit au fost foarte asemănătoare. De asemenea, unul dintre apelanți a lăsat un număr de telefon ieșit din uz, în timp ce celălalt nu a mai contactat anchetatorii. Oficialii locali au declarat că nu au fost martori la un astfel de salt, iar fotografiile furnizate de presupusul parașutist erau neclare.

#### Cascadoria din 1992

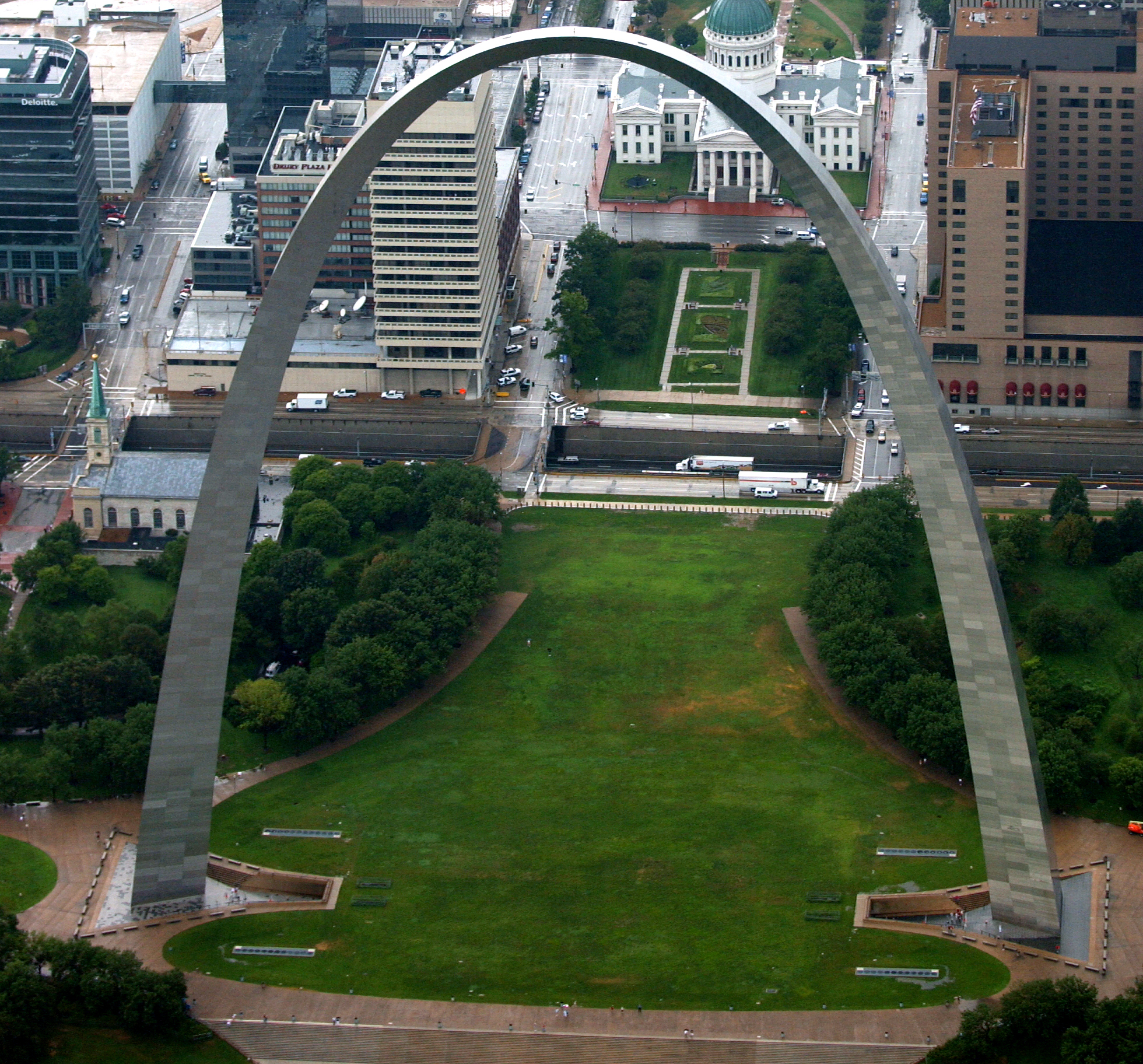
Vedere aeriană a arcului

La 14 septembrie 1992, John C. Vincent, în vârstă de 25 de ani, a urcat în vârful Gateway Arch folosind ventuze și s-a parașutat înapoi la sol. Ulterior, el a fost acuzat de două infracțiuni minore: cățărare pe un monument național și parașutare într-un parc național. Procurorul federal Stephen Higgins a calificat fapta drept o „cascadorie grozavă”, dar a declarat că este „ceva ce Serviciul Parcurilor o ia în serios”. Vincent, un muncitor în construcții și scafandru din Harvey, Louisiana, a declarat că a făcut-o „doar pentru senzații tari” și că, anterior, se parașutase de pe World Trade Center în mai 1991. El a spus că escaladarea arcului „nu a fost atât de dificilă” și că se gândea de câteva luni la un salt de pe monument. Într-un interviu, Vincent a declarat că a vizitat zona de observație a arcului cu o lună înainte de cascadorie, pentru a vedea dacă ar putea folosi o trapă de întreținere pentru a accesa vârful monumentului. Din cauza securității ridicate, el a decis în schimb să urce pe exteriorul arcului folosind ventuze, pe care le mai folosise pentru a escalada clădiri mai mici. Îmbrăcat în negru, Vincent a început să se urce pe arc în jurul orei 3:30 a.m. pe 14 septembrie și a ajuns nedetectat în vârf în jurul orei 5:45 a.m., având nevoie de încă 75 de minute pentru a se odihni și a face fotografii înainte de a sări în sfârșit. În acest timp, el a fost văzut de doi reporteri de trafic din interiorul zgârie-norului One Metropolitan Square.
Vincent a fost văzut în aer și de Deryl Stone, un șef din cadrul Serviciului Parcurilor Naționale. Stone a raportat că l-a văzut pe Vincent apucându-și parașuta după aterizare și fugind spre o mașină din apropiere, care a plecat rapid. Cu toate acestea, autoritățile au reușit să rețină la sol doi bărbați care filmaseră saltul. Stone a declarat că Ronald Carroll, în vârstă de 37 de ani, și Robert Weinzetl, în vârstă de 27 de ani, ambii rezidenți în St. Louis, au fost găsiți cu o cască de comunicații wireless și o cameră video, precum și o cameră foto cu un obiectiv telefoto. Cei doi au fost, de asemenea, acuzați de două infracțiuni minore: comportament turbulent și fotografiere comercială într-un parc național. Vincent s-a predat ulterior și inițial a pledat nevinovat la acuzațiile care i se aduceau. Cu toate acestea, el a acceptat în cele din urmă un acord de recunoaștere a vinovăției în care a depus mărturie împotriva lui Carroll și Weinzetl, dezvăluind că cei doi au consimțit să înregistreze saltul în timpul unei întâlniri a celor trei cu o zi înainte ca cascadoria să aibă loc.
Judecătorul federal David D. Noce a decis la 28 ianuarie 1993 că Ronald Carroll a fost implicat într-o conspirație și că era vinovat de ambele acuzații de infracțiuni minore; acuzațiile împotriva lui Weinzetl au fost retrase de procurorii federali. În decizia sa, Noce a declarat: „Există locuri în țara noastră unde cei suficient de pricepuți pot savura exaltarea și satisfacția personală de a îndeplini acte curajoase și îndrăznețe, de a atinge înălțimi visate și de a trăi aventuri periculoase”, dar a adăugat că alte locuri sunt concepute pentru „exaltarea simplei observații și pentru aprecierea imaginației și a lucrărilor altora. Arcul St. Louis și terenurile Memorialului Jefferson National Expansion fac parte din această ultimă categorie."
După ce a pledat vinovat, Vincent a fost condamnat la o amendă de 1.000 de dolari, 25 de ore de muncă în folosul comunității și un an de probațiune. În decembrie 1992, Vincent a fost condamnat la nouăzeci de zile de închisoare pentru încălcarea eliberării condiționate.

### Securitatea
La doi ani după Atentatul din Oklahoma City din 1995, a fost acordat peste 1 milion de dolari pentru instituirea unui program de combatere a terorismului. Funcționarii parcului au fost instruiți să observe activitatea turiștilor și au fost instalate dispozitive electronice de detecție discrete. După Atentatele din 11 septembrie 2001, eforturile de securitate au devenit mai pronunțate, iar punctele de control de securitate au fost mutate la intrarea în centrul pentru vizitatori. La punctele de control, vizitatorii sunt verificați cu magnetometre și echipamente cu raze X, dispozitive care au fost instalate din 1997.
Arcul a devenit, de asemenea, unul dintre mai multe monumente americane plasate sub protecția de „spațiu aerian restricționat” în timpul sărbătorilor de la 4 iulie 2002 . În 2003, au fost instalate „bariere mobile Jersey” de 3 metri lungime, 81 cm înălțime și 1.900 kg pentru a împiedica atacurile teroriste asupra arcului.  Mai târziu, în același an, s-a anunțat că aceste bariere urmau să fie înlocuite cu stâlpi de beton înveliți în metal, pentru a fi mai armonioși cu culoarea oțelită a arcului. Barele mobile pot fi manipulate de la centrul de dispecerat al parcului, care a fost, de asemenea, modernizat.
În 2006, oficialii arcului au angajat un „specialist în securitate fizică”, înlocuind un ofițer de poliție. Responsabilitățile specialistului includ evaluarea riscurilor, testarea sistemului de securitate al parcului, creșterea gradului de conștientizare în materie de securitate a angajaților și colaborarea cu alte agenții guvernamentale pentru îmbunătățirea procedurilor de securitate ale arcului.

## Simbolism și cultură
Gateway Arch are o încărcătură simbolică semnificativă doar prin faptul că se află acolo. Dar Arcul are o misiune mai importantă decât aceea de a avea un impact vizual. Forma și dimensiunea sa monumentală sugerează mișcarea în timp și spațiu și invită la investigarea poveștii complexe și fascinante a expansiunii noastre naționale.
Construit ca un monument al expansiunii Statelor Unite spre vest, arcul simbolizează „spiritul de pionierat al bărbaților și femeilor care au cucerit vestul și al celor din zilele următoare care vor lupta pe alte frontiere”. Arcul a devenit imaginea emblematică a orașului St. Louis, apărând în multe domenii ale culturii orașului. În 1968, la trei ani după inaugurarea monumentului, cartea de telefoane din St. Louis conținea 65 de corporații cu „Gateway” în titlu și 17 cu „Arch”. Arcuri au apărut, de asemenea, deasupra benzinăriilor și restaurantelor drive-in. În anii 1970, o echipă sportivă locală a adoptat numele „Fighting Arches” (Arcuri luptătoare); Colegiul Comunitar St. Louis își va numi mai târziu echipele sportive „Archers” (atunci când a consolidat toate programele sportive sub un singur steag). Robert S. Chandler, un superintendent NPS, a declarat: „Majoritatea [vizitatorilor] sunt impresionați de dimensiunea și amploarea Arcului, dar nu înțeleg despre ce este vorba... Prea mulți oameni îl văd doar ca pe un simbol al orașului St. Louis."

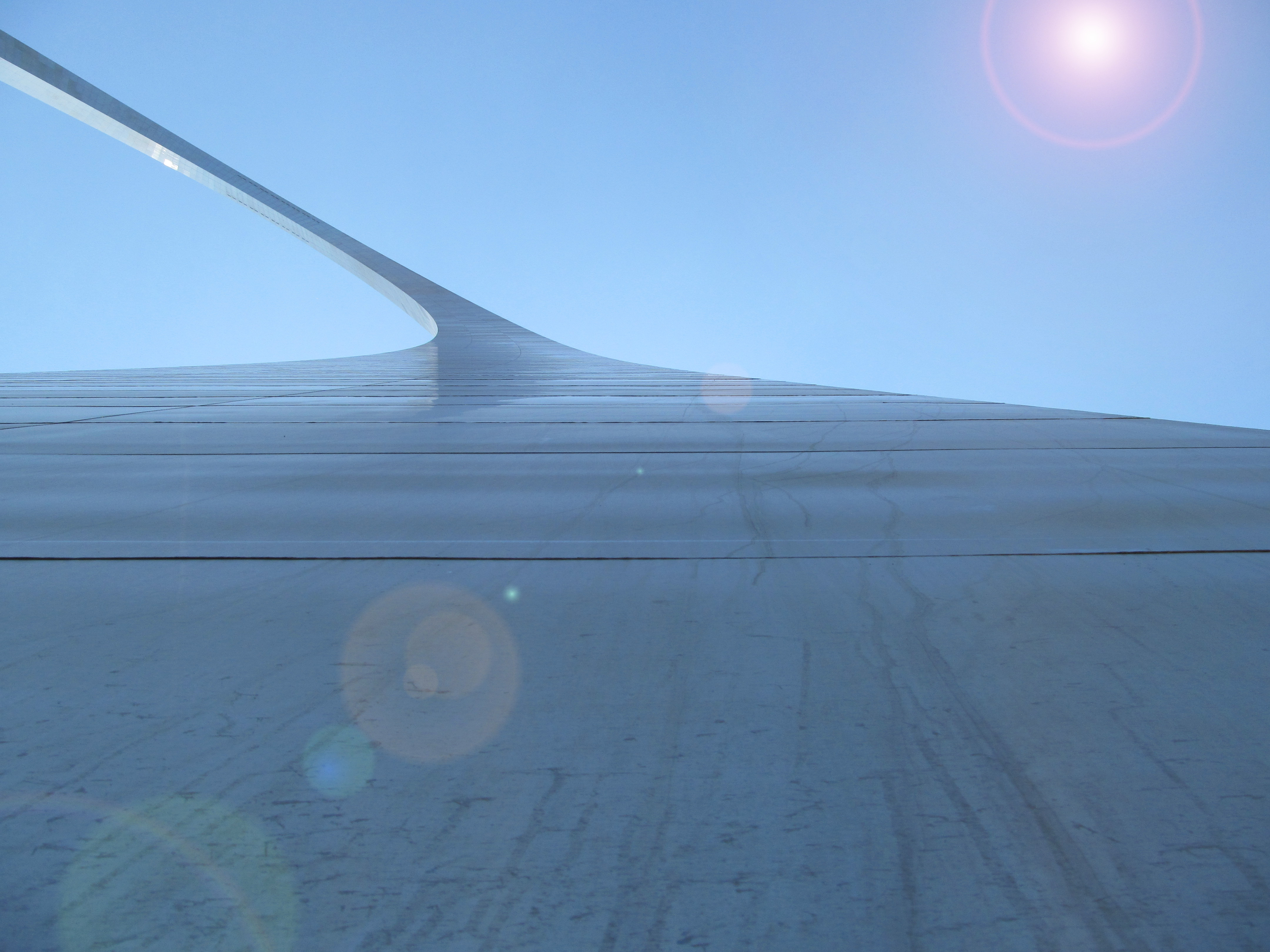
Arcul văzut dinspre piciorul sudic

Arcul a apărut și ca simbol al statului Missouri. La 22 noiembrie 2002, la Capitoliul statului Missouri, Lori Hauser Holden, soția guvernatorului de atunci Bob Holden, a dezvăluit desenul câștigător al concursului de design al monedei din Missouri, ca parte a Programului de monede comemorative din cincizeci de state. Desenată de acuarelistul Paul Jackson, moneda înfățișează „trei membri ai expediției Lewis și Clark vâslind o barcă pe râul Missouri la întoarcerea în St. Louis”, cu arcul ca fundal. Holden a declarat că arcul este „un simbol pentru întregul stat... Patru milioane de vizitatori în fiecare an văd Arcul. [Moneda] va contribui la a o face și mai iubită în întreaga lume."
O plăcuță de înmatriculare specială concepută de Arnold Worldwide prezenta arcul, etichetat cu «Gateway to the West». Profiturile obținute din vânzarea plăcuțelor vor finanța muzeul și alte componente educaționale ale arcului.

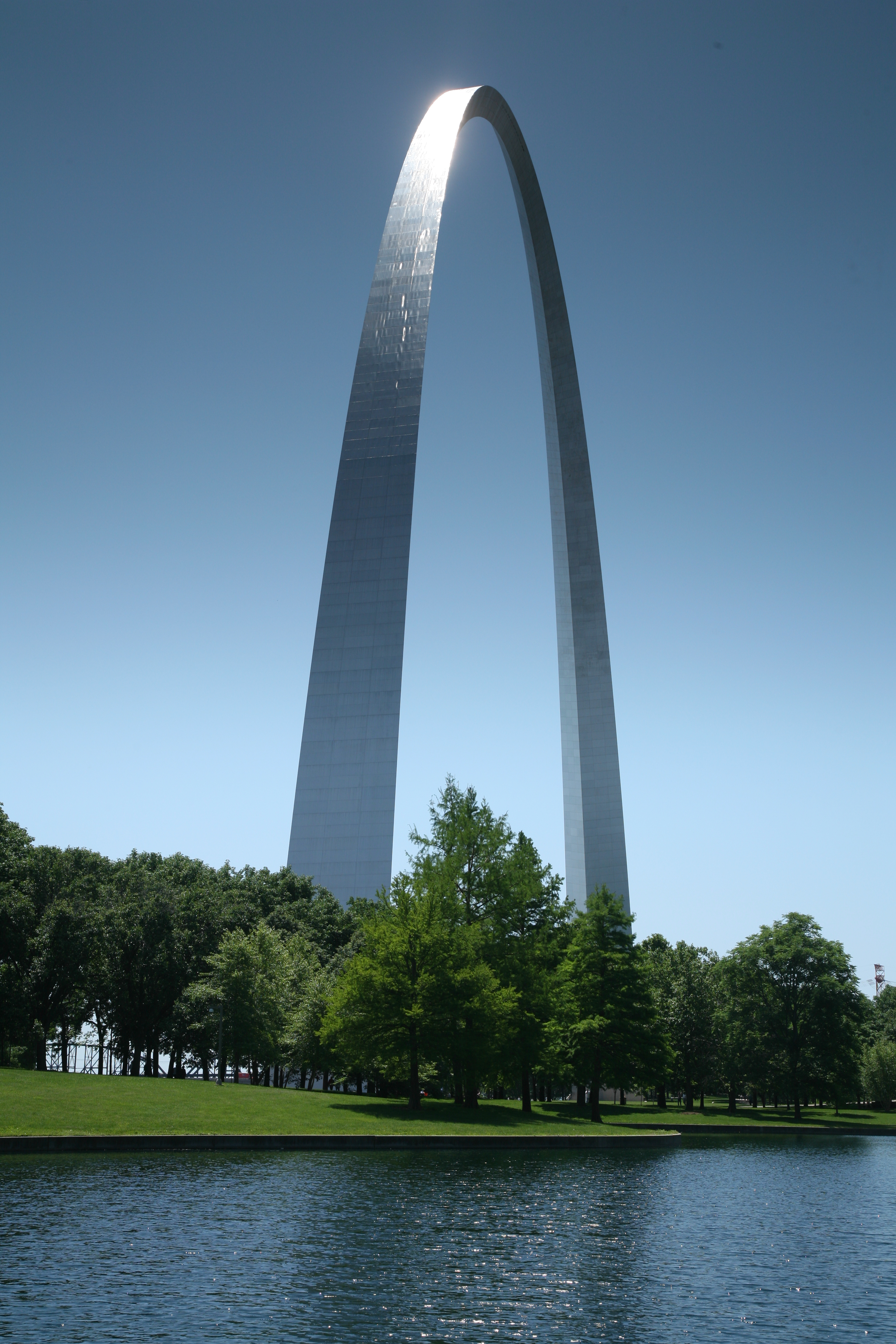
Arcul văzut de la unul dintre cele două bazine de apă

Louchheim a scris că, deși arcul „are o simplitate care ar trebui să garanteze actualitatea”, este în întregime modern și datorită designului inovator și considerentelor sale științifice. În The Dallas Morning News, criticul de arhitectură David Dillon a opinat că arcul nu există ca un edificiu funcțional, ci ca un simbol al „optimismului american fără limite”. El articulează multiplele „stări de spirit” ale arcului - „reflectorizant în lumina soarelui, moale și cafeniu în ceață; clar ca un desen de linie într-un moment, himeric în următorul”.
Unii s-au întrebat dacă St. Louis a fost cu adevărat - așa cum spunea Saarinen - „Poarta către Vest”. Calvin Trillin, „poetul termenului limită” născut în Kansas City, a scris
Știu că vă gândiți că există diferențe considerabile între T.S. Eliot și mine. Da, este adevărat că el era din St. Louis, care a început să se numească Poarta Vestului după ridicarea Arcului Gateway al lui Eero Saarinen, iar eu sunt din Kansas City, unde oamenii se gândesc la St. Louis nu ca la Poarta Vestului, ci ca la ieșirea din Est.
Odată cu renovarea centrului pentru vizitatori în anii 2010, mesajul arcului a devenit mai cuprinzător în perspectiva sa istorică, evidențiind impactul colonialismului și în special al Manifest Destiny (Destinul Evident) asupra mediului, pământului și nativilor americani. În plus, prezintă istoria urbană a sitului și lupta oamenilor săi, precum și a muncitorilor din construcții pentru mai multe drepturi, în timpul erei mișcării pentru drepturile civile.
Stilul său futurist a fost văzut ca un simbol al erei automobilelor și al infrastructurii urbane și interstatale centrate pe automobile din jur, promițând un viitor tehnologic al unei noi frontiere accesibile. Această perspectivă a avut o continuare, împrumutând forma și semnificația emblematică a Arcului pentru numele și logo-ul viitorului Lunar Gateway, cu scopul său de a fi o poartă către Lună și Marte.

### Premii și recunoașteri
- În anul 1966, Arcul a primit un Premiu Special pentru Excelență din partea Institutului American de Construcții din Oțel pentru că a fost „o realizare remarcabilă în tehnologie și estetică”.[162][163]
- La 9 februarie 1967, Arcul a primit Premiul pentru Realizări Excepționale în Inginerie Civilă din 1967 din partea Societății Americane a Inginerilor Civili.[164]
- Arcul s-a aflat cândva în clasamentul neoficial al revistei Travel + Leisure pentru cea mai vizitată atracție din lume, după Mausoleul lui Lenin, Disney World, Disneyland și Turnul Eiffel.[165]
- La 22 februarie 1990,[166] arcul a primit premiul „Twenty-Five Year Award” al Institutului American al Arhitecților (AIA)[43] pentru „semnificația sa durabilă care a trecut testul timpului”. A fost declarat „o punte simbolică între Est și Vest, trecut și viitor, inginerie și artă” care „întruchipează optimismul fără limite al unei națiuni în creștere.”[167]
- În 2007, arcul a fost clasat pe locul 14 pe lista „Arhitectura preferată a Americii” a Institutului American al Arhitecților.[168]

## Întreținerea

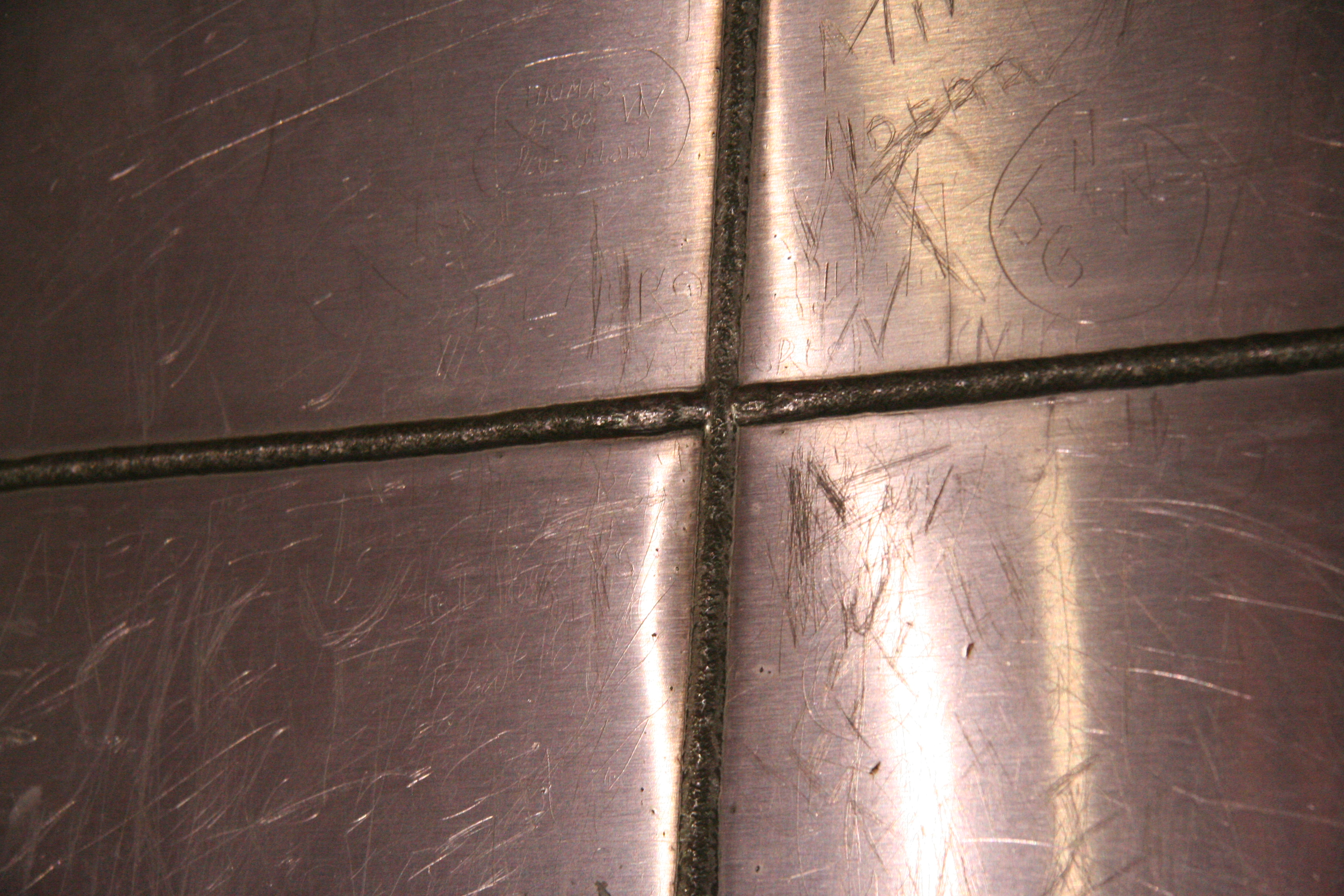
Sudurile de pe învelișul arcului sigilează spațiile dintre foile de oțel inoxidabil de 1,2 x 4,8 metri. Graffiti-ul este zgâriat pe cei doi metri de jos ai monumentului.